# Vägmärken i Finland
Den här artikeln är en förteckning över finländska vägmärken. De nya trafikskyltarna infördes den 1 juni 2020 när den nya vägtrafiklagen (729/2018) trädde i kraft. De gamla vägmärkena ska ersättas av de nya senast den 1 juni 2030.

## Varningsmärken

A1.1. Högerkurva ( fram till 2020)
A1.2. Vänsterkurva ( fram till 2020)
A2.1. Kurvor, den första till höger ( fram till 2020)
A2.2. Kurvor, den första till vänster ( fram till 2020)
A3.1. Brant uppförsbacke ( fram till 2020)
A3.2. Brant utförsbacke ( fram till 2020)
A4. Avsmalnande väg
A5. Dubbelriktad trafik ( fram till 2020)
A6. Rörlig bro
A7. Färja, kaj eller strand ( fram till 2020)
A8. Köbildning ( fram till 2020)
A9. Ojämn väg
A10. Fartguppar
A11. Vägarbete ( fram till 2020)
A12. Stenskott ( fram till 2020)
A13. Slirig körbana ( fram till 2020)
A14. Farlig vägkant ( fram till 2020)
A15. Förhandsvarning för övergångsställe ( fram till 2020)
A16. Gående
A17. Barn ( fram till 2020)
A18. Cyklister ( fram till 2020)
A19. Skidspår ( fram till 2020)
A20.1. Älgar
A20.2. Renar
A20.3. Hjortdjur
A21. Vägkorsning (fordon skall väja för fordon som samtidigt närmar sig från höger)
A22.1. Korsning med sidoväg ( fram till 2020)
A22.2. Korsning med sidoväg ( fram till 2020)
A22.3. Korsning med sidoväg ( fram till 2020)
A22.4. Korsning med sidoväg ( fram till 2020)
A23. Trafikljus
A24. Cirkulationsplats ( fram till 2020)
A25. Spårvagn
A26. Plankorsning med järnväg, utan bommar
A27. Plankorsning med järnväg, med bommar
A28.1–A28.3. Avståndsmärken för plankorsning med järnväg
A29.1. Plankorsning med enkelspårig järnväg
A29.2. Plankorsning med två- eller flerspårig järnväg
A30. Stenras
A31. Lågtflygande flygplan
A32. Sidvind
A33. Annan fara

## Märken som anger förkörsrätt och väjningsplikt

B1. Väg med förkörsrätt
B2. Förkörsrätt upphör
B3. Förkörsrätt vid möte ( fram till 2020)
B4. Väjningsplikt vid möte ( fram till 2020)
B5. Väjningsplikt i korsning
B6. Obligatoriskt att stanna
B7. Väjningsplikt i cykelvägs korsning

## Förbuds- och begränsningsmärken

C1. Fordonstrafik förbjuden
C2. Trafik med motordrivet fordon förbjuden ( fram till 2020)
C3. Last- och paketbilstrafik förbjuden
C4. Trafik med fordonskombination förbjuden
C5. Körning med traktor förbjuden ( fram till 2020)
C6. Körning med motorcykel förbjuden ( fram till 2020)
C7. Körning med snöskoter förbjuden ( fram till 2020)
C8. Förbjudet att transportera farliga ämnen
C9. Busstrafik förbjuden
C10. Körning med moped förbjuden ( fram till 2020)
C11. Cykelåkning förbjuden ( fram till 2020)
C12. Cykelåkning och körning med moped förbjudna
C13. Gångtrafik förbjuden ( fram till 2020)
C14. Gångtrafik och cykelåkning förbjudna ( fram till 2020)
C15. Gångtrafik, cykelåkning och körning med moped förbjudna
C16. Ridning förbjuden ( fram till 2020)
C17.  Förbjuden färdriktning
C18. Vänstersväng förbjuden ( fram till 2020)
C19. Högersväng förbjuden ( fram till 2020)
C20. U-sväng förbjuden ( fram till 2020)
C21. Fordons största tillåtna bredd
C22. Fordons största tillåtna höjd
C23. Fordons eller fordonskombinationers största tillåtna längd
C24. Fordons största tillåtna massa
C25. Fordonskombinationers största tillåtna massa
C26. Fordons största tillåtna massa på axel ( fram till 2020)
C27. Fordons största tillåtna massa på boggi ( fram till 2020)
C28. Omkörningsförbud ( fram till 2020)
C29. Omkörningsförbud upphör ( fram till 2020)
C30. Omkörning med lastbil förbjuden ( fram till 2020)
C31.  Omkörningsförbud för lastbil upphör ( fram till 2020)
C32. Hastighetsbegränsning
C33. Hastighetsbegränsning upphör ( fram till 2020)
C34. Hastighetsbegränsningszon
C35. Hastighetsbegränsningszon upphör ( fram till 2020)
C36. Förbud, begränsningar eller påbud som gäller olika körfält ( fram till 2020)
C37. Förbjudet att stanna fordon ( fram till 2020)
C38. Parkering förbjuden ( fram till 2020)
C39. Parkeringsförbudszon ( fram till 2020)
C40. Parkeringsförbudszon upphör ( fram till 2020)
C41. Zon för taxistation ( fram till 2020)
C42. Plats för taxibil att stanna ( fram till 2020)
C43-1. Lastningsplats
C44.1. Datumparkering (parkering förbjuden udda dagar) ( fram till 2020)
C44.2. Datumparkering (parkering förbjuden jämna dagar) ( fram till 2020)
C45. Obligatoriskt att stanna för tullkontroll
C46. Obligatoriskt att stanna för kontroll
C47. Minimiavstånd mellan motordrivna fordon ( fram till 2020)
C48. Trafik med motordrivet fordon med dubbdäck förbjuden

## Påbudsmärken

D1.1. Påbjuden körriktning ( fram till 2020)
D1.2. Påbjuden körriktning ( fram till 2020)
D1.3. Påbjuden körriktning ( fram till 2020)
D1.4. Påbjuden körriktning ( fram till 2020)
D1.5. Påbjuden körriktning ( fram till 2020)
D1.6. Påbjuden körriktning ( fram till 2020)
D1.7. Påbjuden körriktning ( fram till 2020)
D1.8. Påbjuden körriktning ( fram till 2020)
D1.9. Påbjuden körriktning
D2. Påbjuden cirkulationsriktning ( fram till 2020)
D3.1. Trafikdelare ( fram till 2020)
D3.2. Trafikdelare ( fram till 2020)
D3.3. Trafikdelare ( fram till 2020)
D4. Gångbana ( fram till 2020)
D5. Cykelbana ( fram till 2020)
D6. Kombinerad cykel- och gångbana ( fram till 2020)
D7.1. Cykelbana och gångbana som löper parallellt ( fram till 2020)
D7.2. Cykelbana och gångbana som löper parallellt ( fram till 2020)
D8. Snöskoterled ( fram till 2020)
D9. Ridväg ( fram till 2020)
D10. Minimihastighet
D11. Minimihastighet upphör

## Regelmärken

E1. Övergångsställe ( fram till 2020)
E2. Parkering
E3.1. Infartsparkering
E3.2. Infartsparkering
E3.3. Infartsparkering
E3.4. Infartsparkering
E3.5. Infartsparkering
E4.1. Fordons placering på parkeringsplats
E4.2. Fordons placering på parkeringsplats
E4.3. Fordons placering på parkeringsplats
E5. Mötesplats ( fram till 2020)
E6. Busshållplats
E7. Spårvagnshållplats
E8. Taxistation
E9.1. Busskörfält
E9.2. Buss- och taxikörfält
E10.1. Busskörfält upphör
E10.2. Buss- och taxikörfält upphör
E11.1. Spårvagnsfält
E11.2. Spårvagns- och taxikörfält
E12.1. Spårvagnsfält upphör
E12.2. Spårvagns- och taxikörfält upphör
E13.1. Cykelfält
E13.2. Cykelfält
E14.1. Enkelriktad väg
E14.2. Enkelriktad väg ( fram till 2020)
E15. Motorväg
E16. Motorväg upphör
E17. Motortrafikled ( fram till 2020)
E18. Motortrafikled upphör ( fram till 2020)
E19. Tunnel
E20. Tunnel upphör
E21. Nöduppställningsplats ( fram till 2020)
E22. Tätort
E23. Tätort upphör
E24. Gårdsgata ( fram till 2020)
E25. Gårdsgata upphör ( fram till 2020)
E26. Gågata ( fram till 2020)
E27. Gågata upphör ( fram till 2020)
E28. Cykelgata
E29. Cykelgata upphör
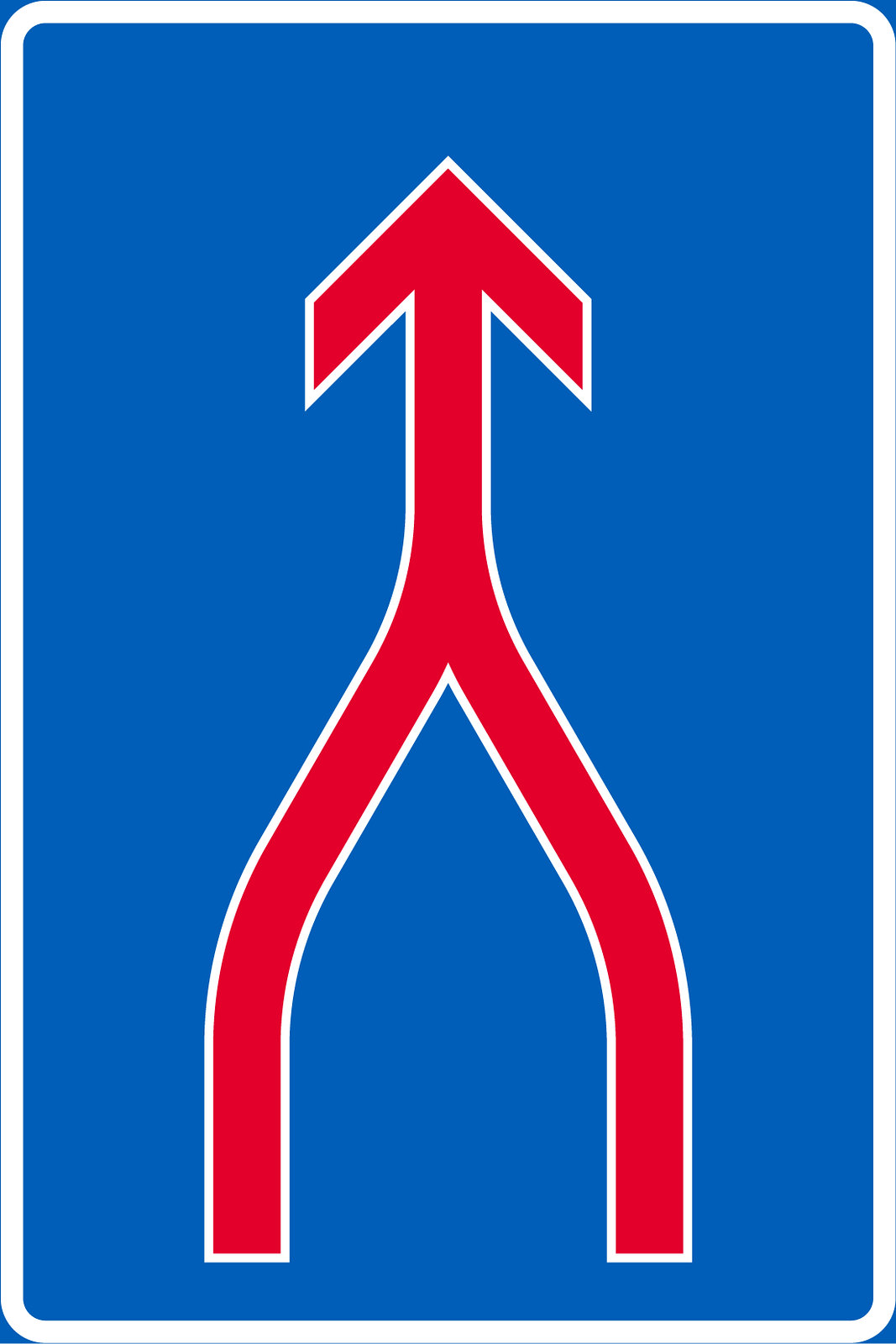
E30. Sammanvävning av körfält

## Informationsmärken
På motorvägar och motortrafiksleder är vägvisare samt orienterings- och avståndstavlor på gröna bakgrund. På övriga vägar är de på blå bakgrund.

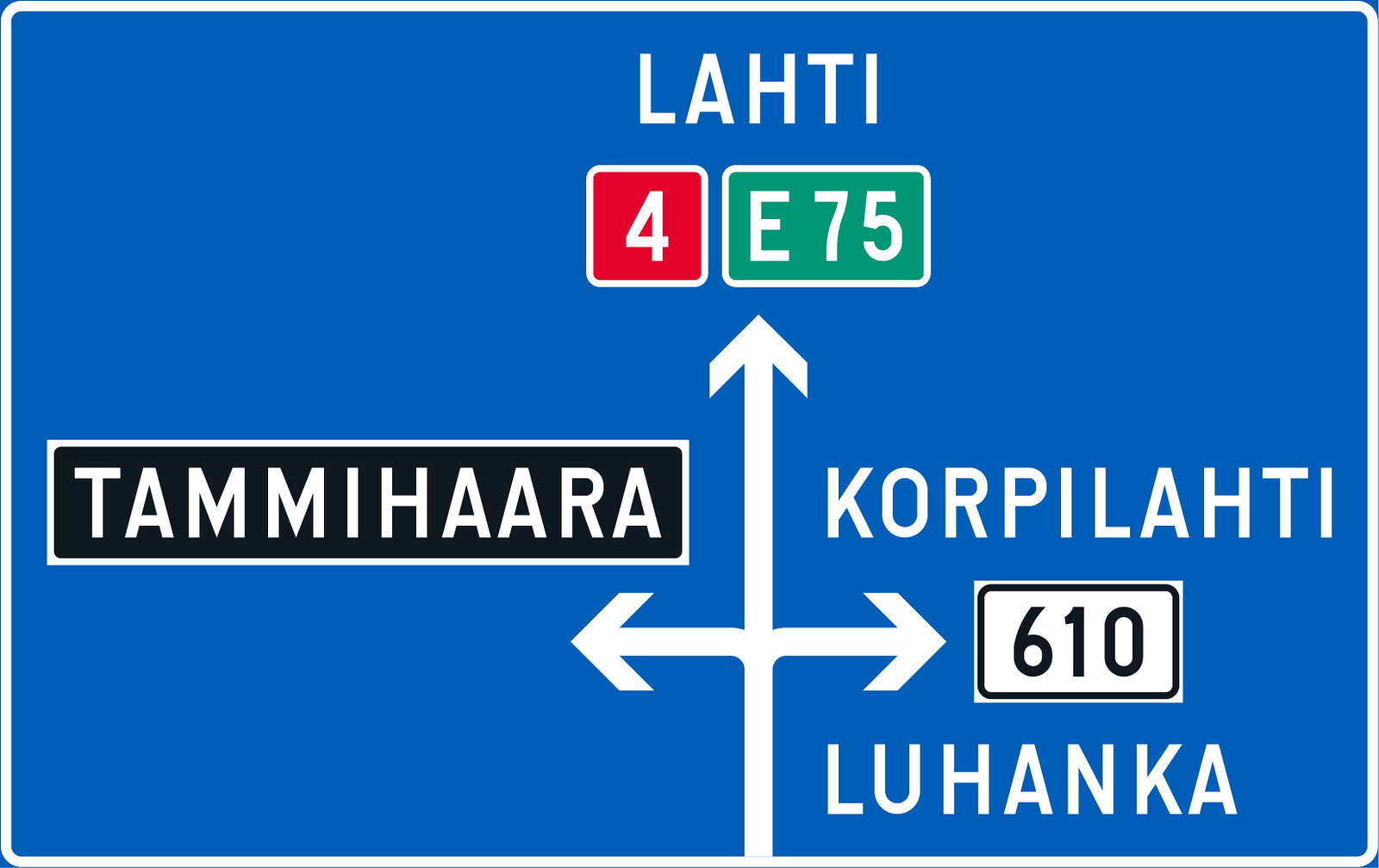
F1.1. Orienteringstavla ( fram till 2020)
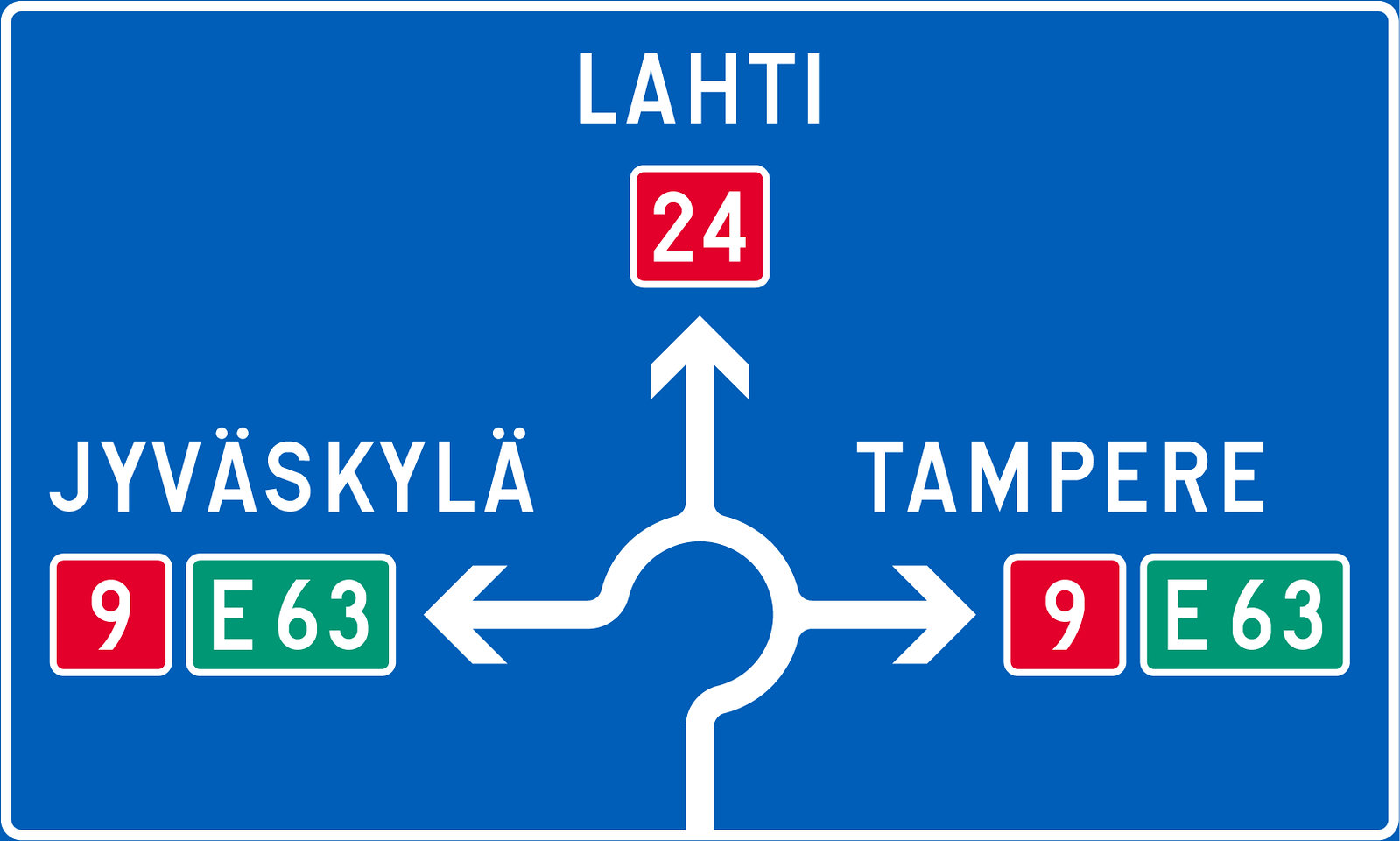
F1.2. Orienteringstavla
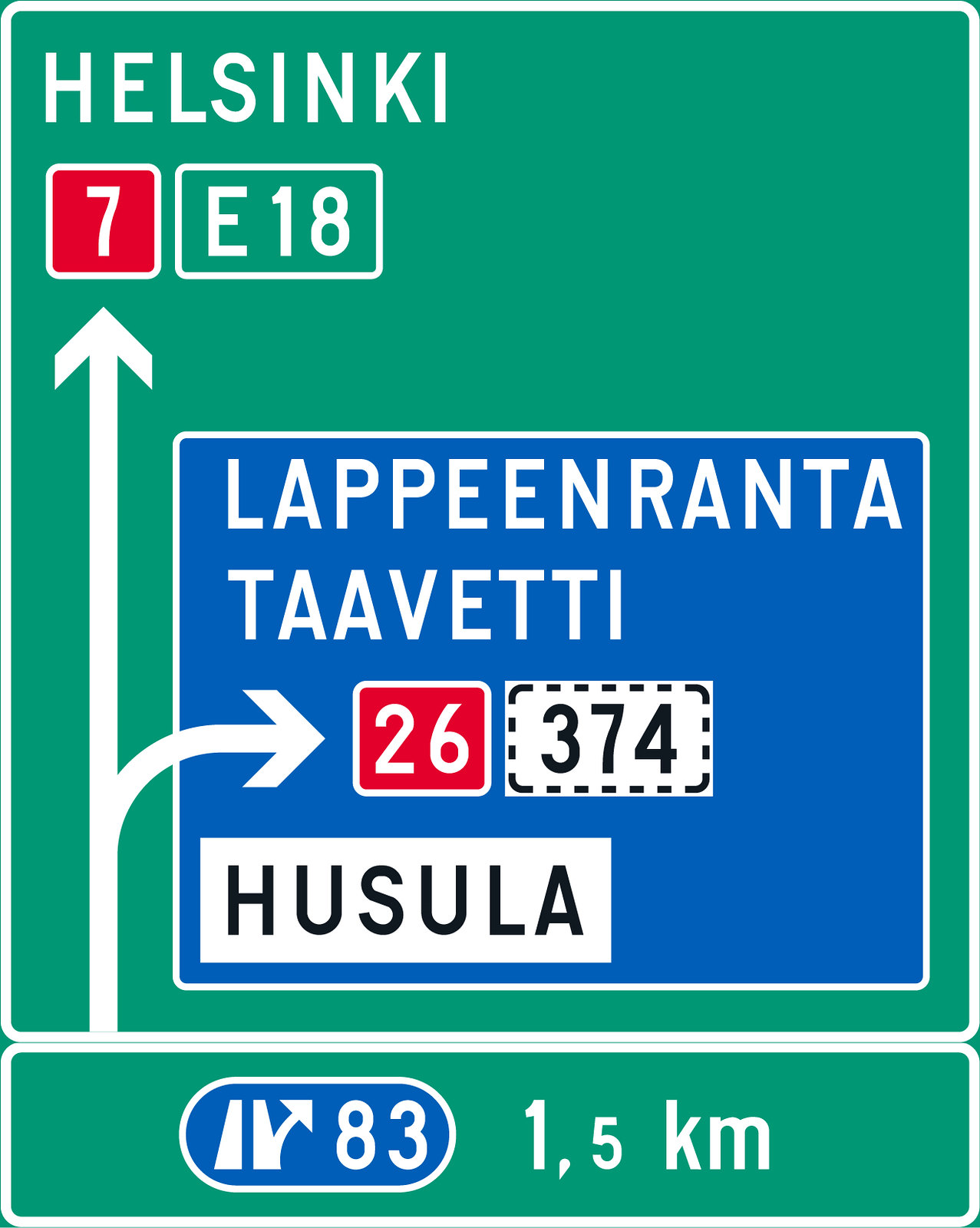
F1.3. Orienteringstavla
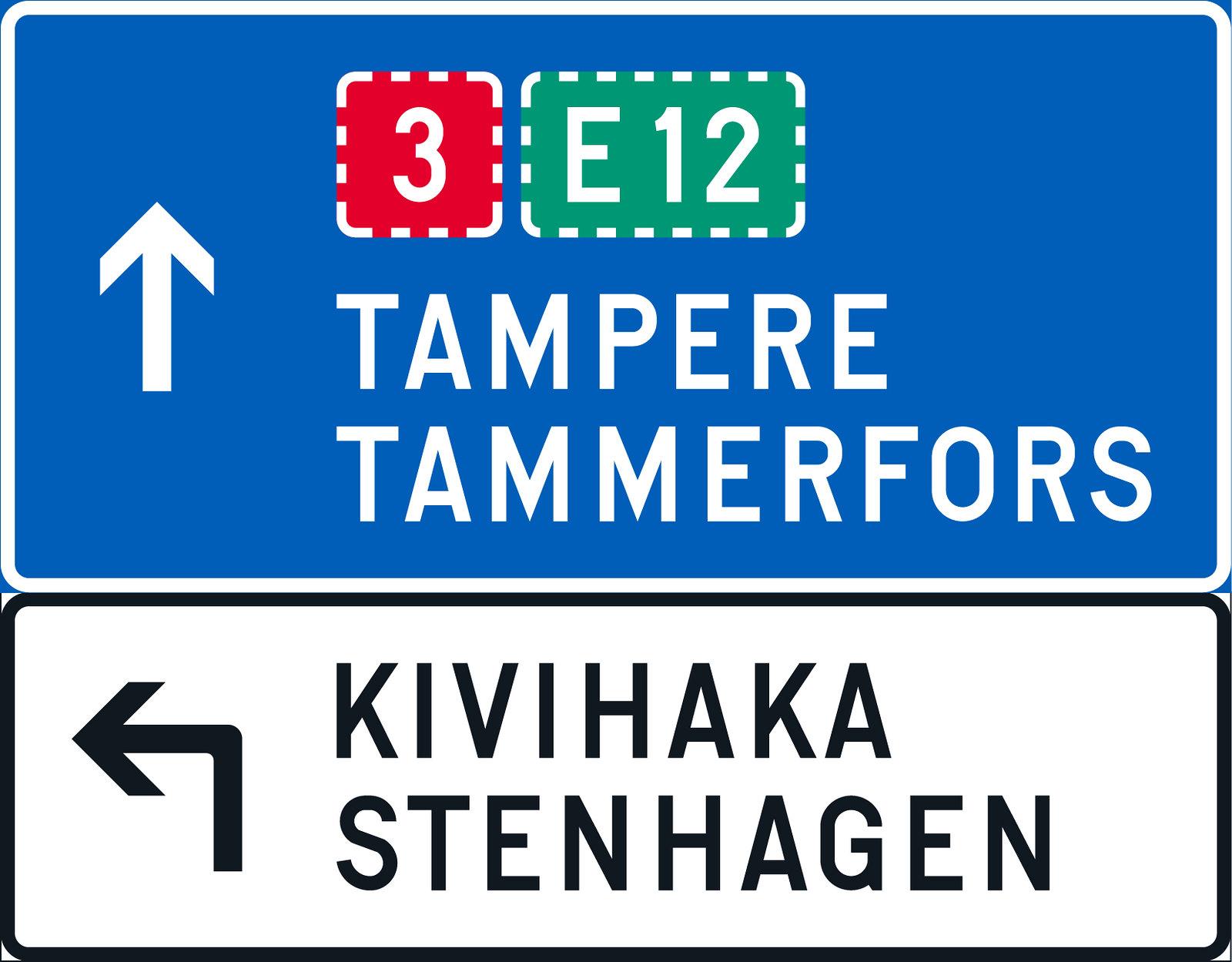
F2.1. Orienteringstavla ( fram till 2020)
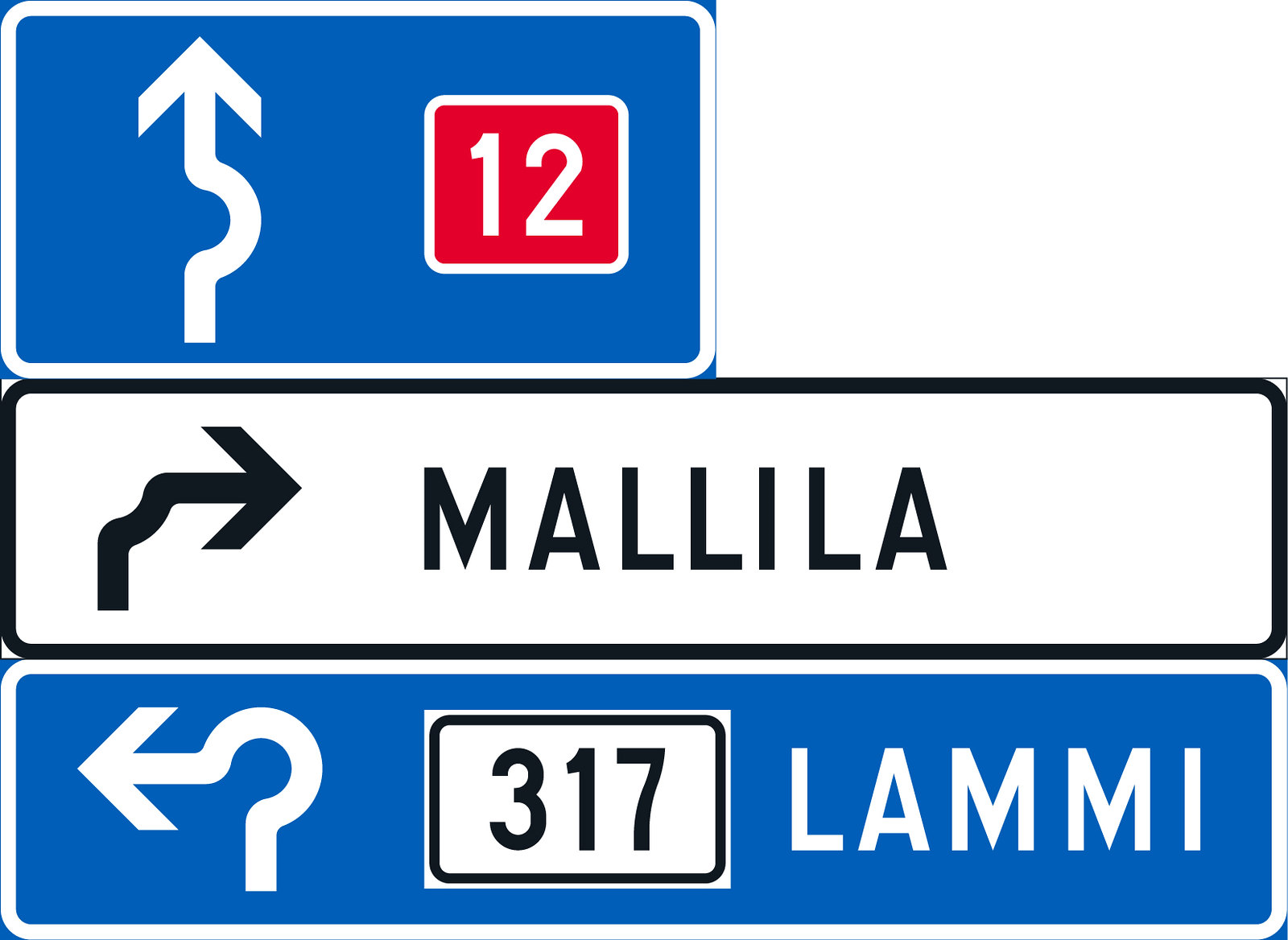
F2.2. Orienteringstavla
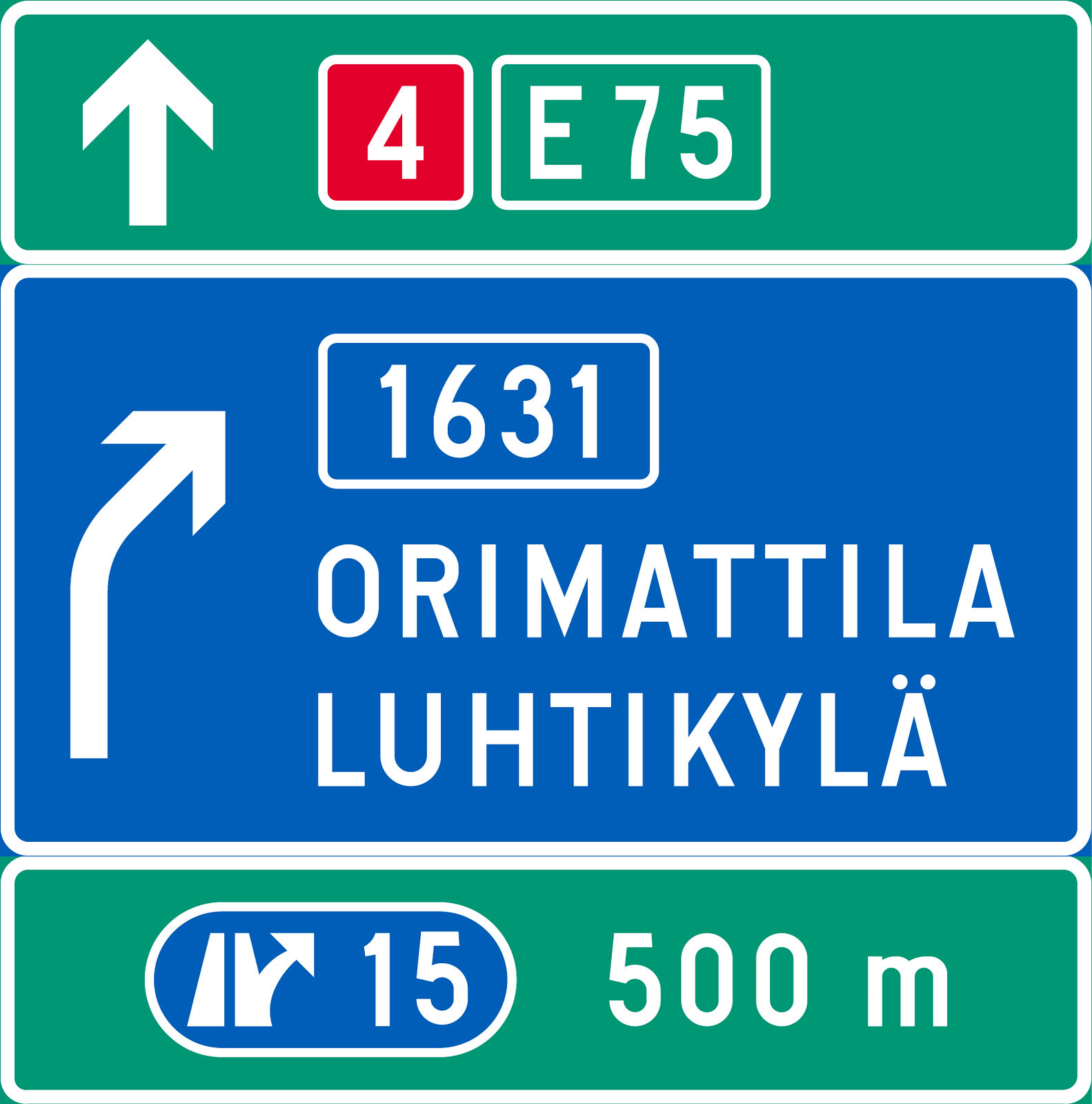
F2.3. Orienteringstavla
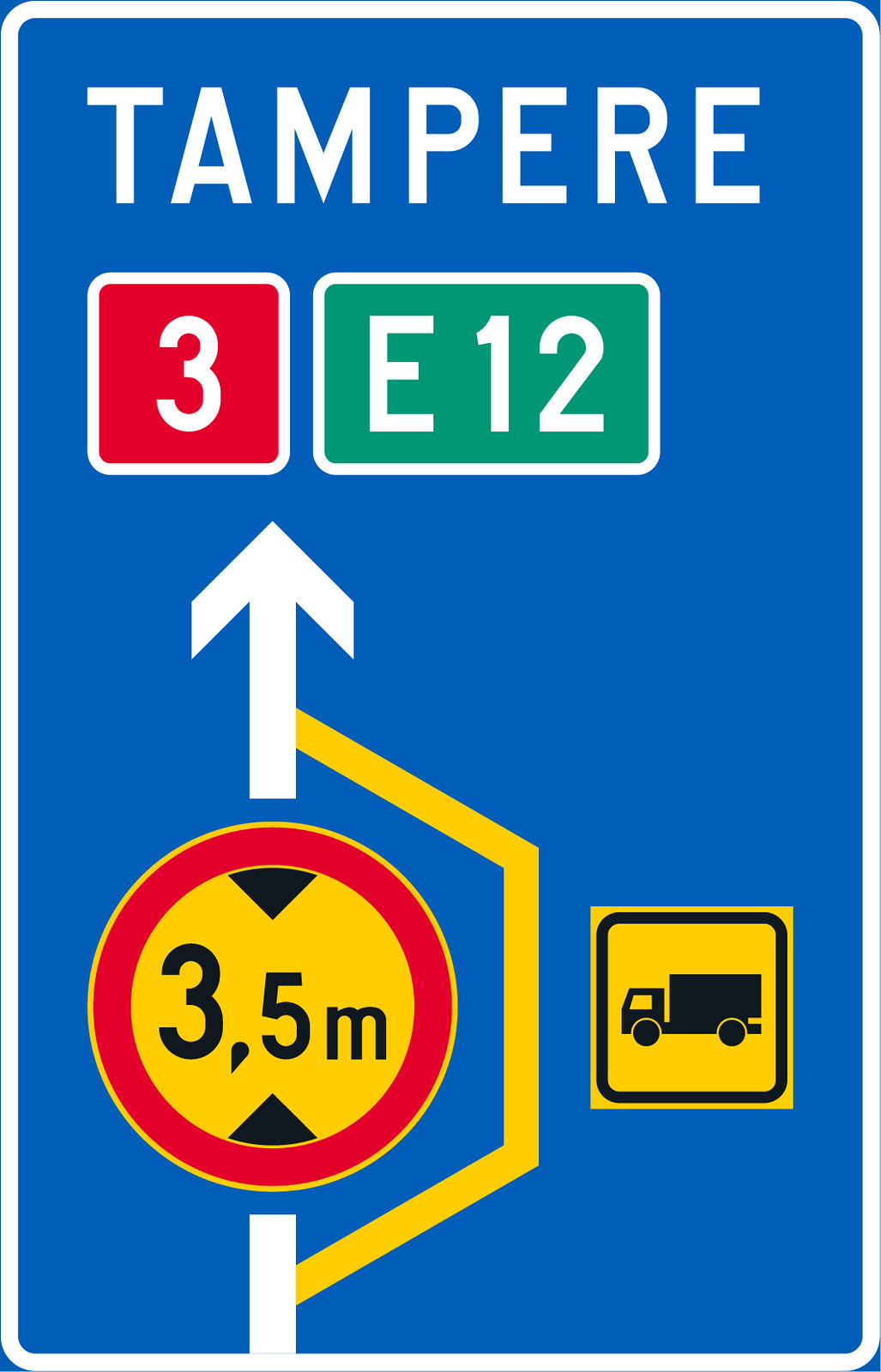
F4.1. Orienteringstavla för omfartsväg ( fram till 2020)
F4.2. Orienteringstavla för omfartsväg ( fram till 2020)
F5. Omfartsinformation
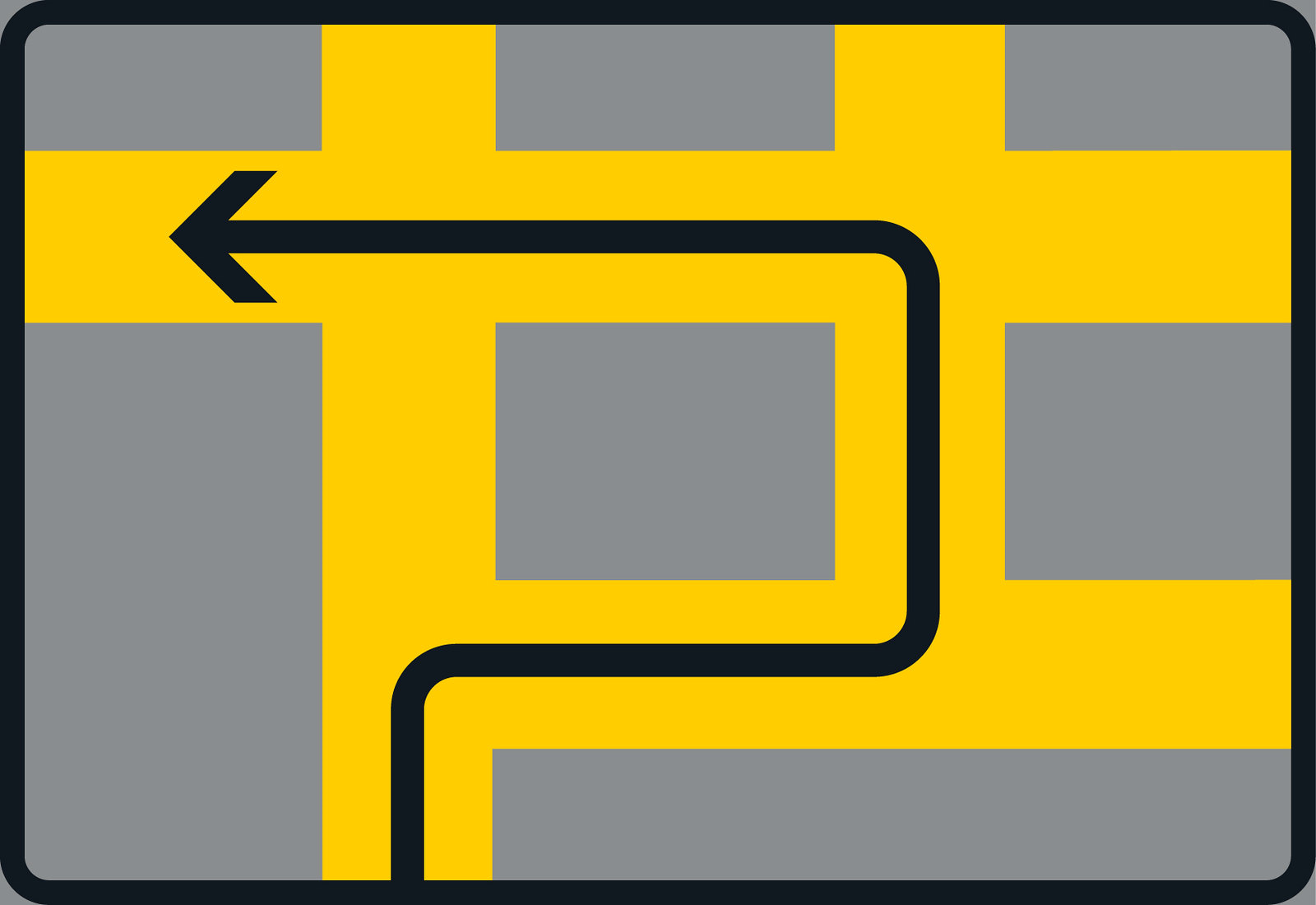
F6. Körruttsinformation ( fram till 2020)
F7.1. Körfältsinformation ( fram till 2020)
F7.2. Körfältsinformation ( fram till 2020)
F7.3. Körfältsinformation ( fram till 2020)
F7.4. Körfältsinformation
F7.5. Körfältsinformation
F7.6. Körfältsinformation
F8.1. Körfältet upphör ( fram till 2020)
F8.2. Körfältet upphör ( fram till 2020)
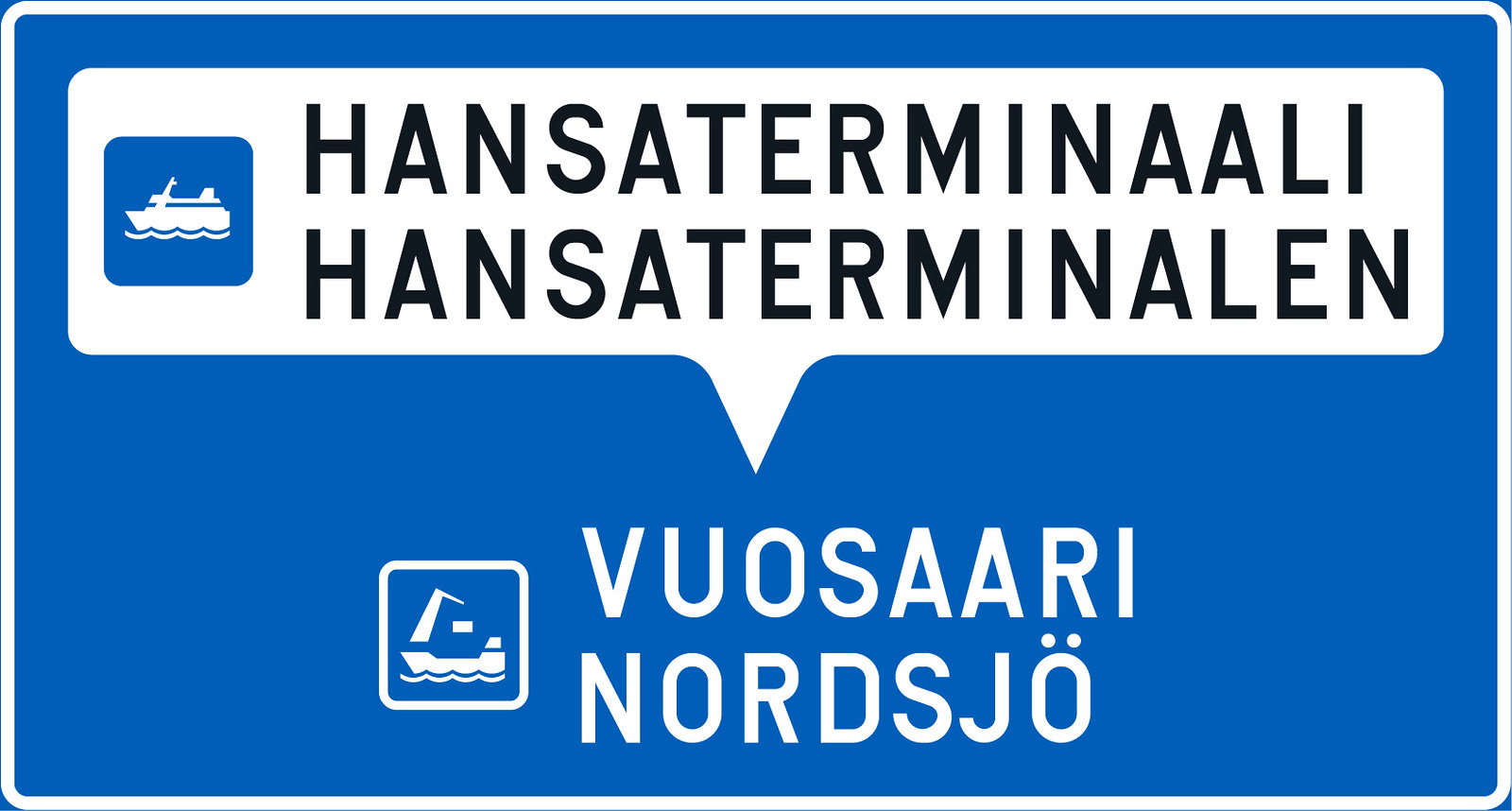
F9. Samlingsmärke för vägvisning
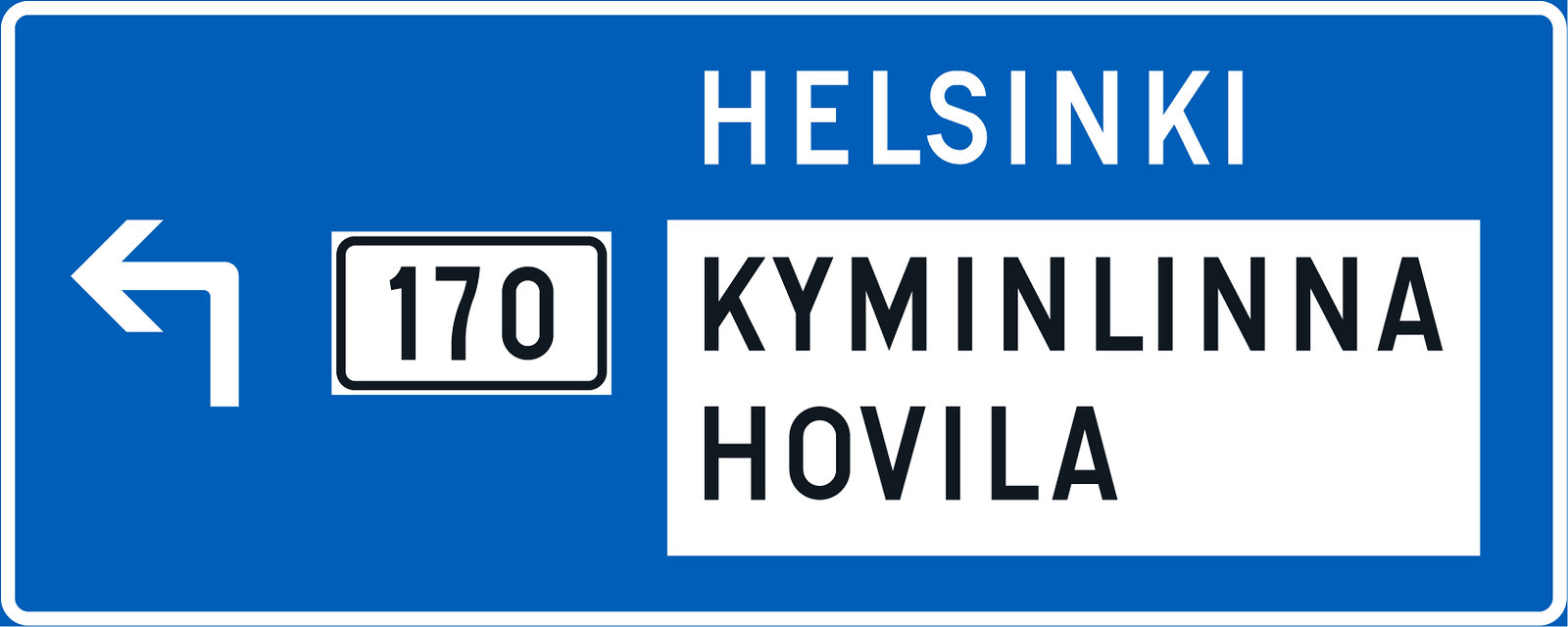
F11. Vägvisare ovanför körfält ( fram till 2020)
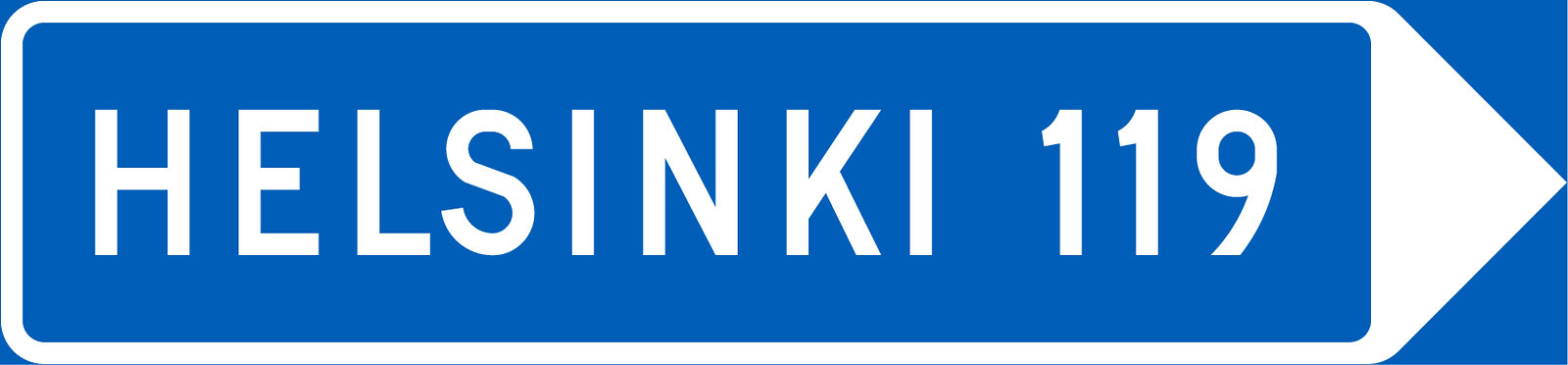
F13. Vägvisare
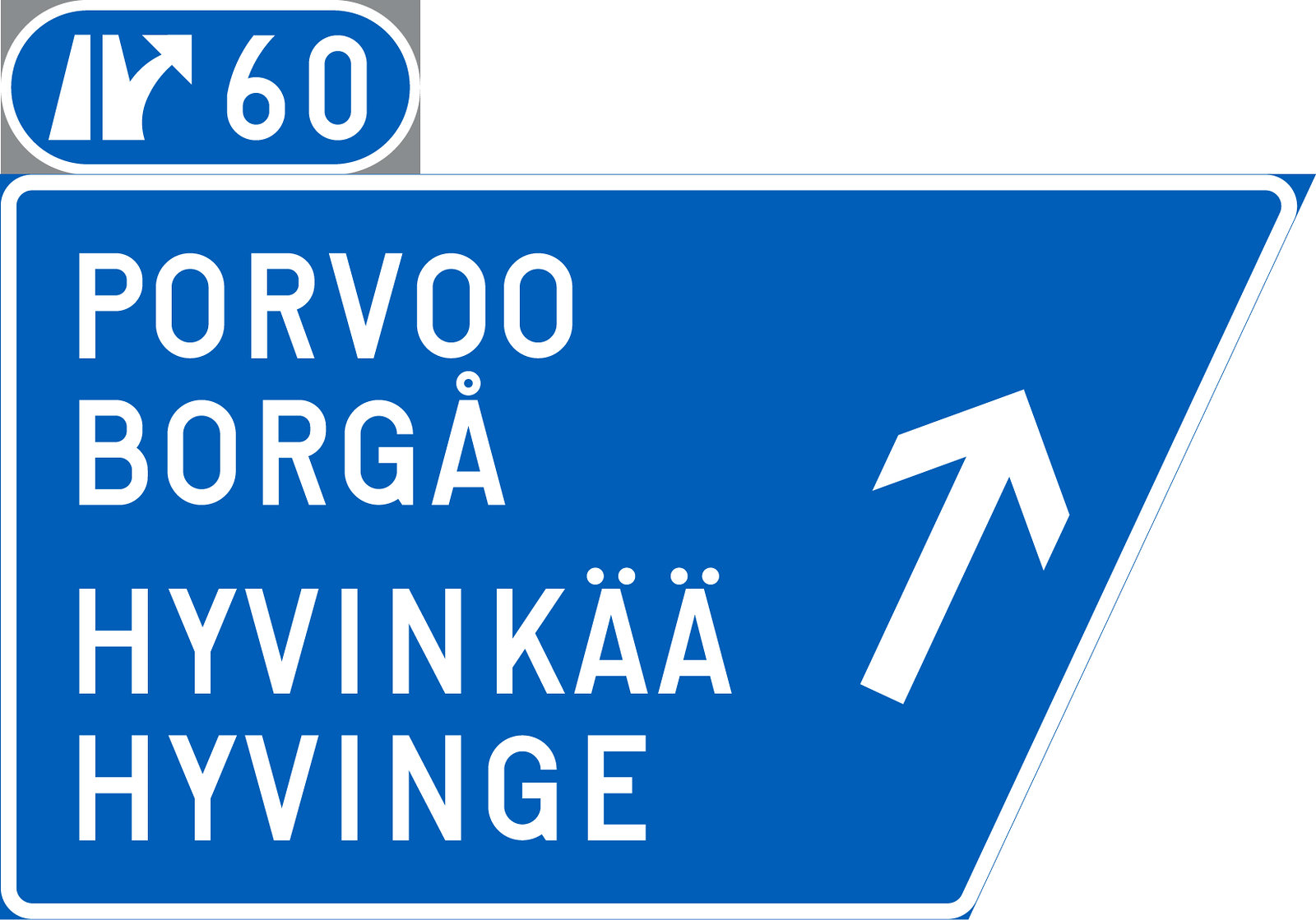
F14. Avfartsvisare ( fram till 2020)
F15. Vägvisare för omfartsväg
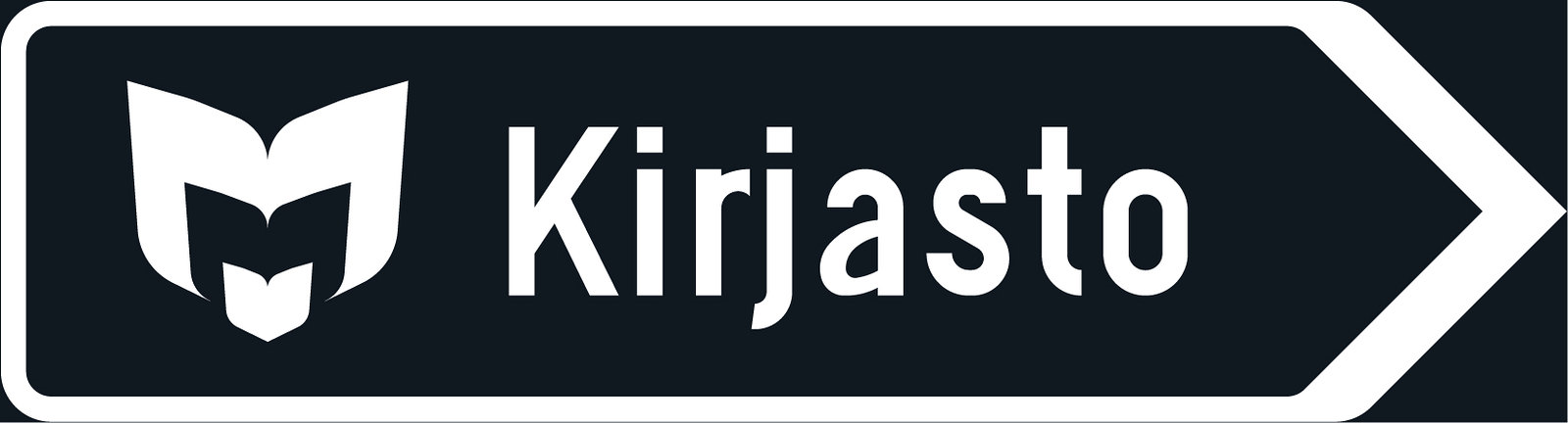
F16. Adressvägvisare ( fram till 2020)
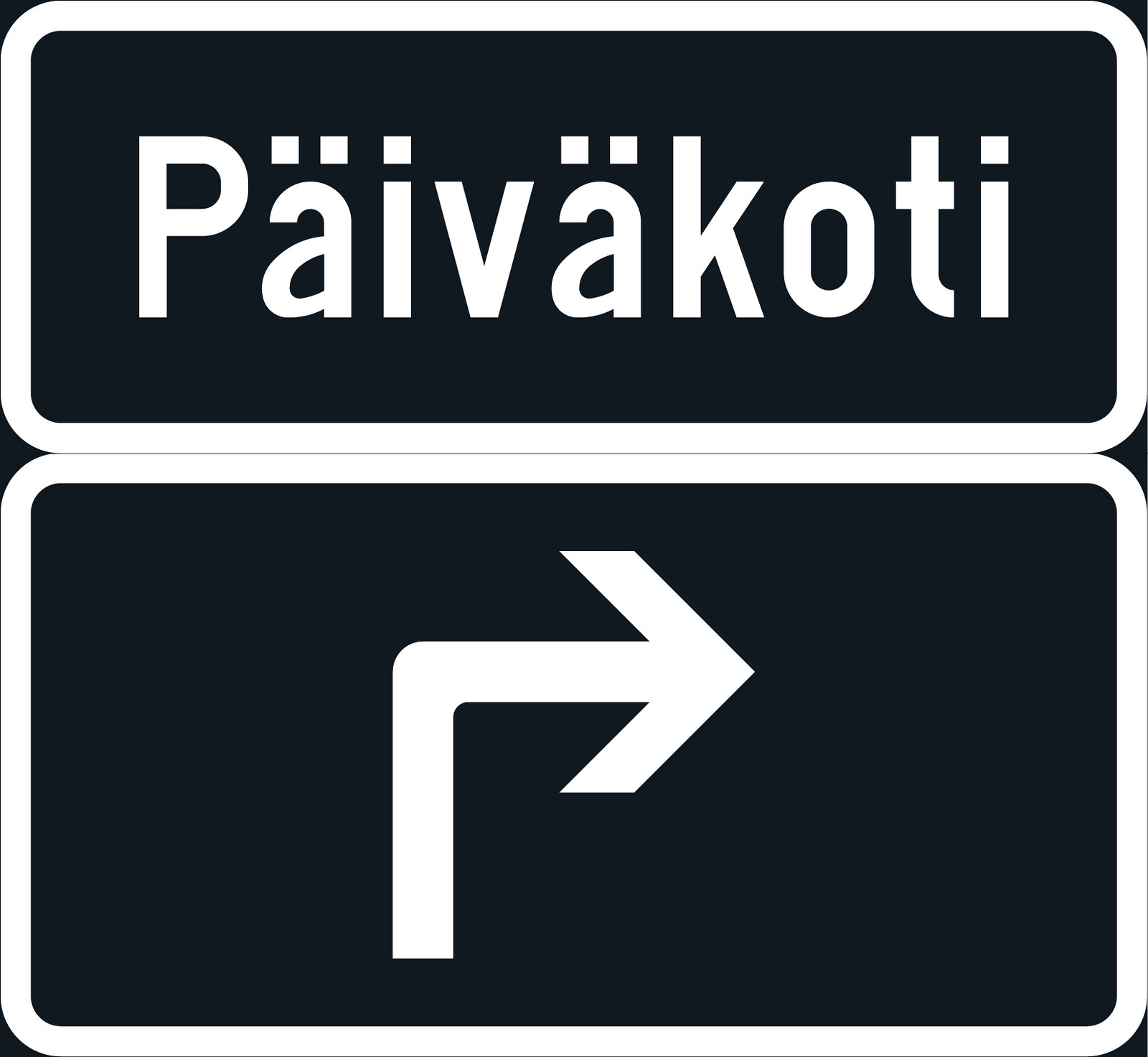
F17. Förhandsmärke för adressvägvisare ( fram till 2020)
F18.1. Vägvisare till infartsparkering
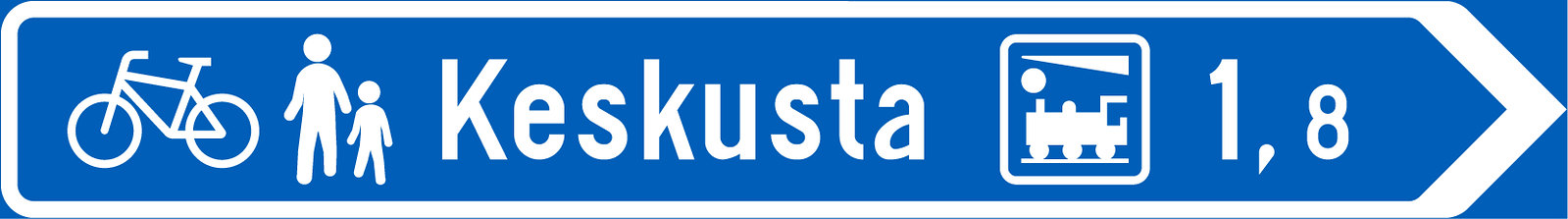
F20.2. Vägvisare för gång- och cykeltrafik ( fram till 2020)
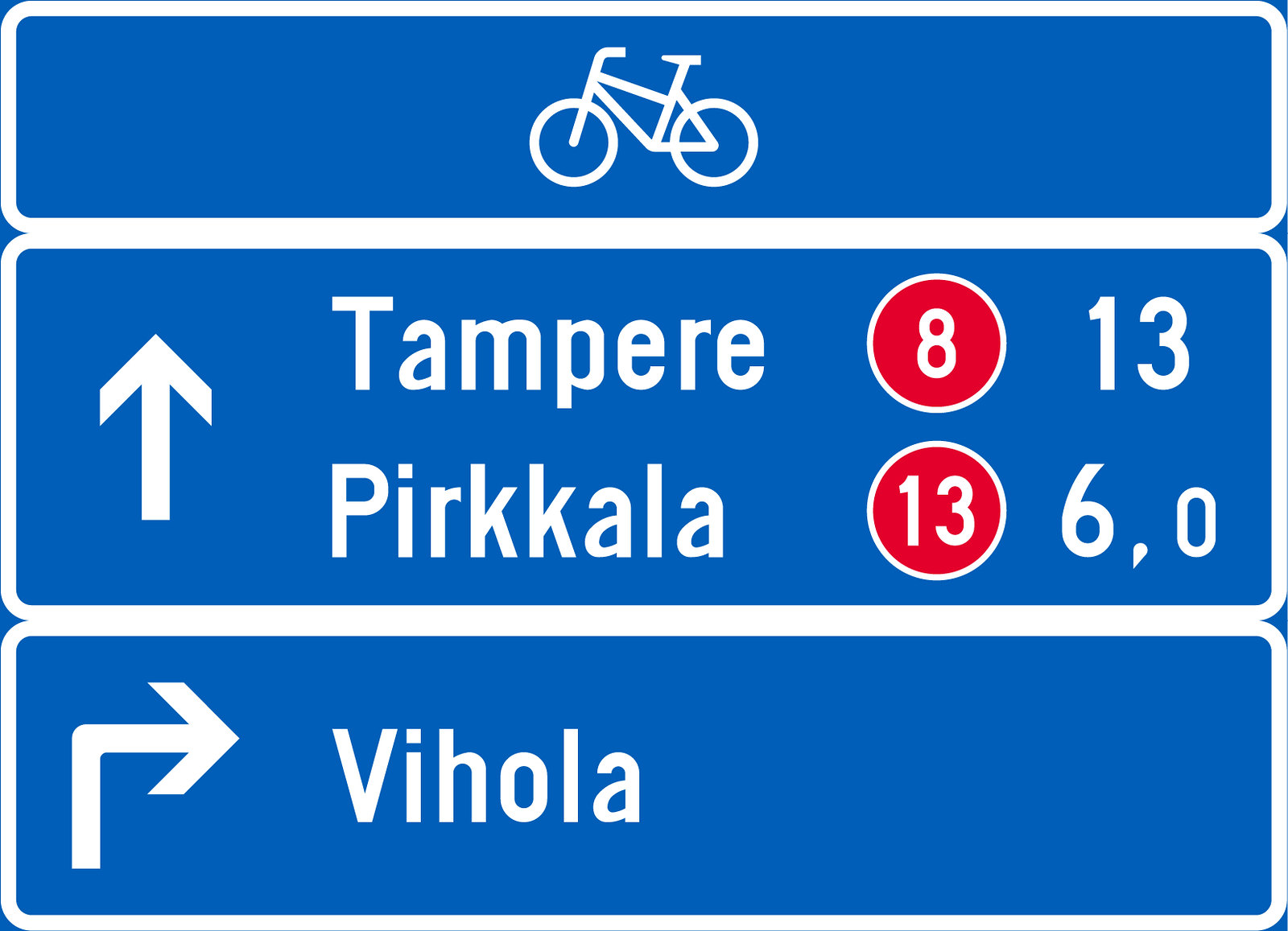
F21.1. Orienteringstavla för cykeltrafik
F24.1. Återvändsväg
F24.2. Återvändsväg
F24.3. Återvändsväg (genomfartförbindelse för cyklister) ( fram till 2020)
F25. Rekommenderad högsta hastighet
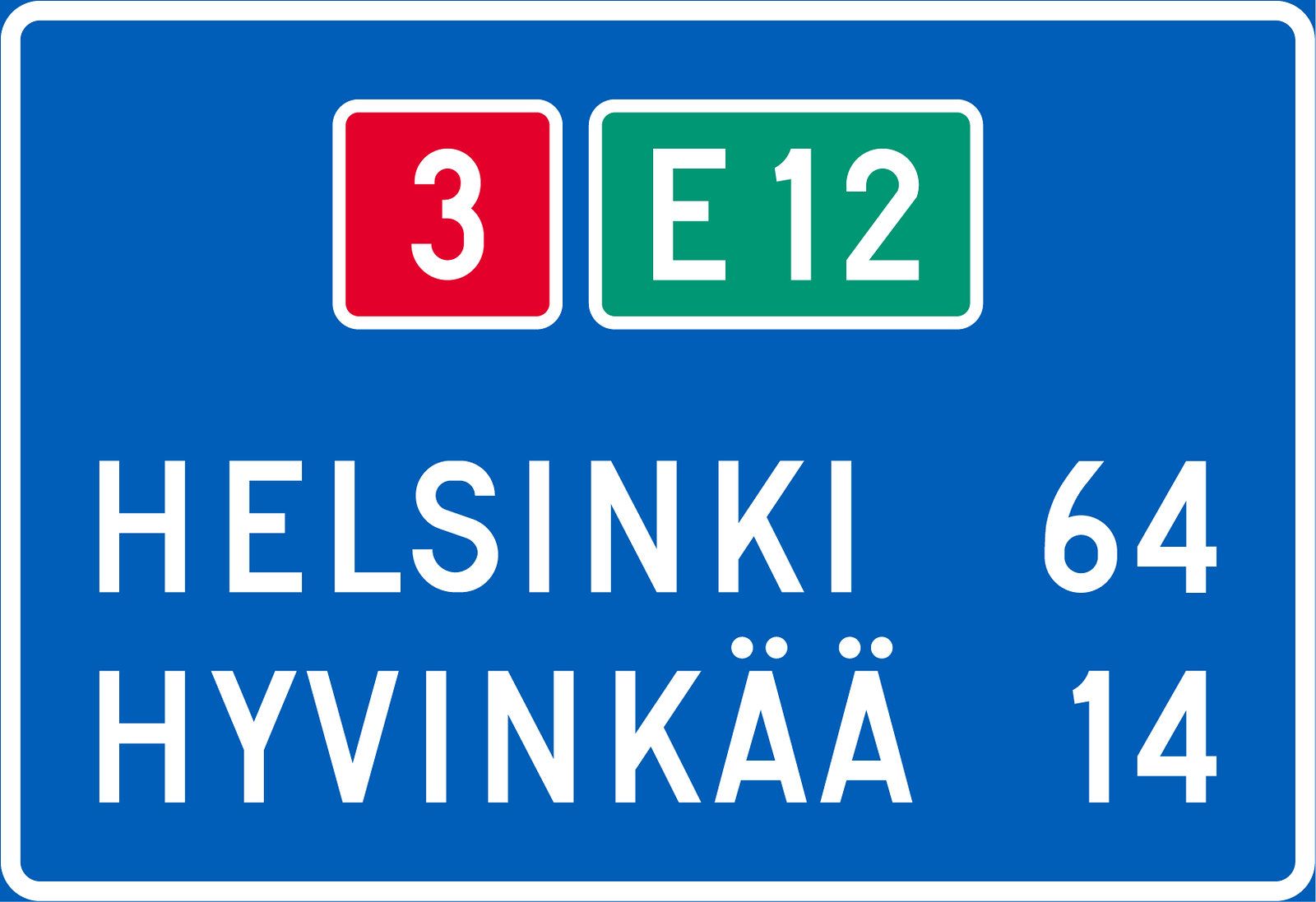
F26. Avståndstavla
F27.1. Ortnamn
F27.2. Namnet på vattendrag
F28. Nummerskylt för internationell huvudled
F29. Nummerskylt för riksväg
F30. Nummerskylt för stamväg
F31. Nummerskylt för regionalväg
F32. Nummerskylt för annan landsväg
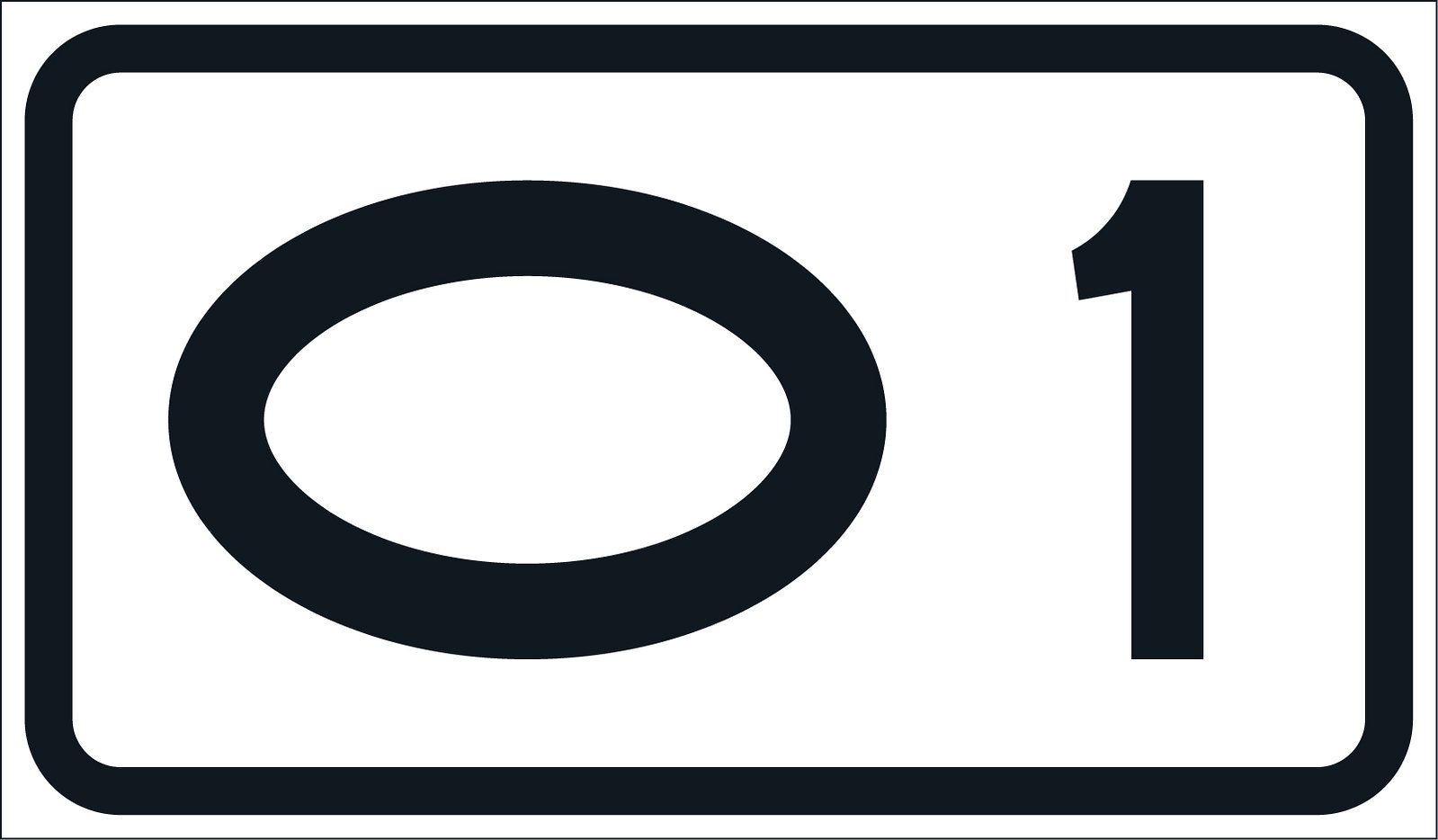
F33. Nummerskylt för ringväg
F35. Orientering till den väg som numret avser
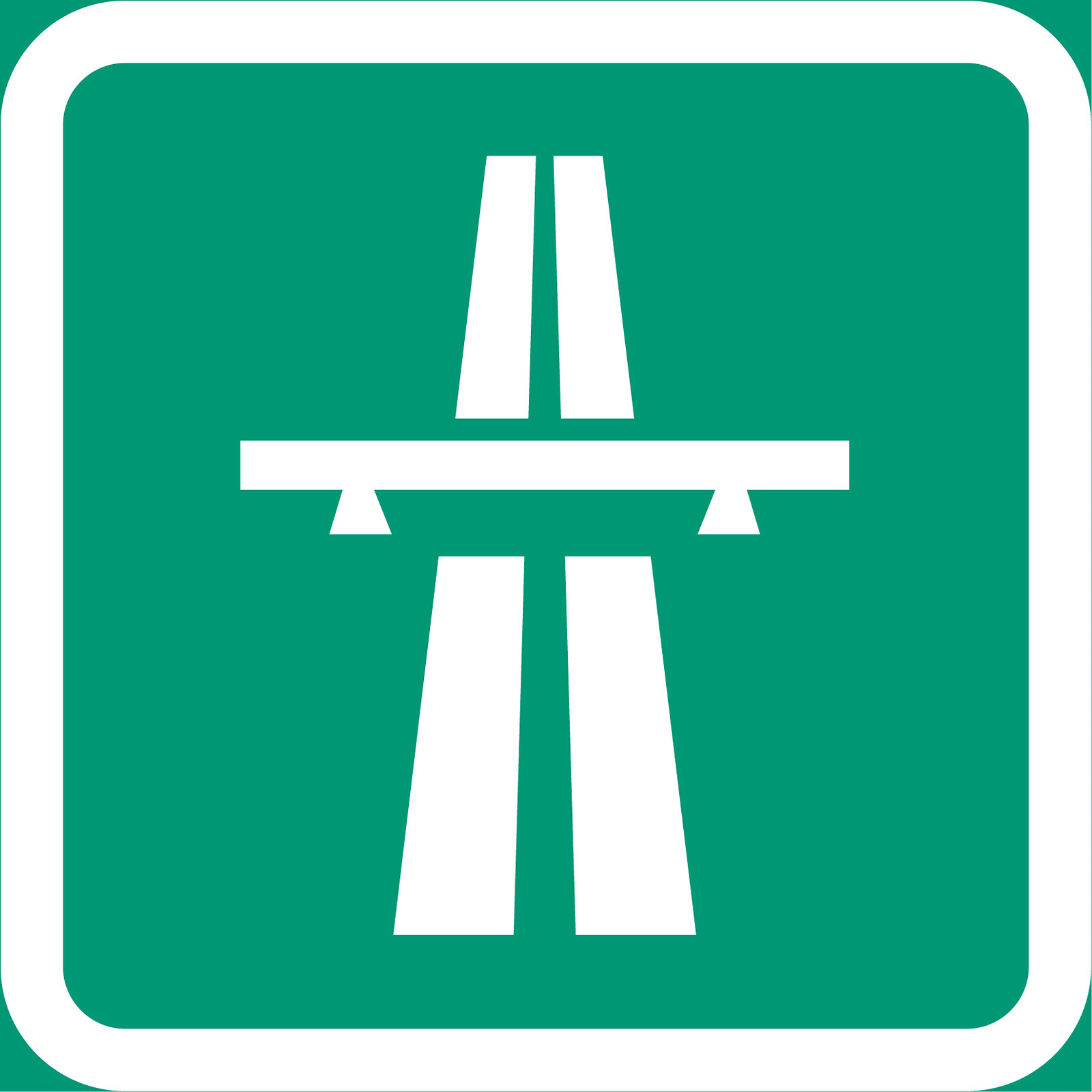
F37. Symbol för motorväg ( fram till 2020)
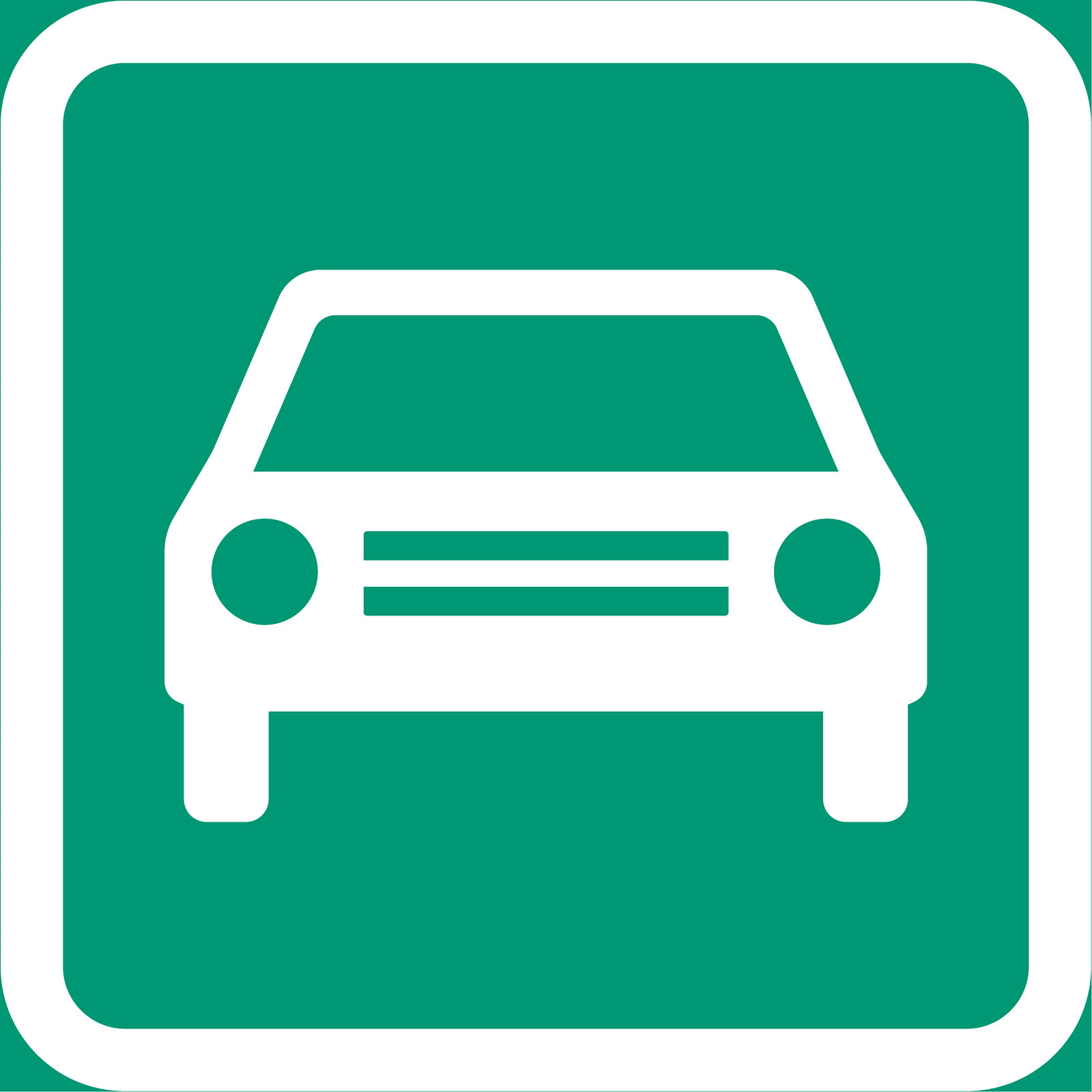
F38. Symbol för motortrafikled ( fram till 2020)
F39. Flygstation
F40. Bilfärja
F42. Godshamn
F43. Godsterminal
F44. Industriområde eller företagsområde ( fram till 2020)
F46.1. Parkering
F47. Järnvägsstation
F48. Busstation
F49. Centrum
F50. Rutt för vissa slag av fordon
F51. Rutt för transport av farliga ämnen
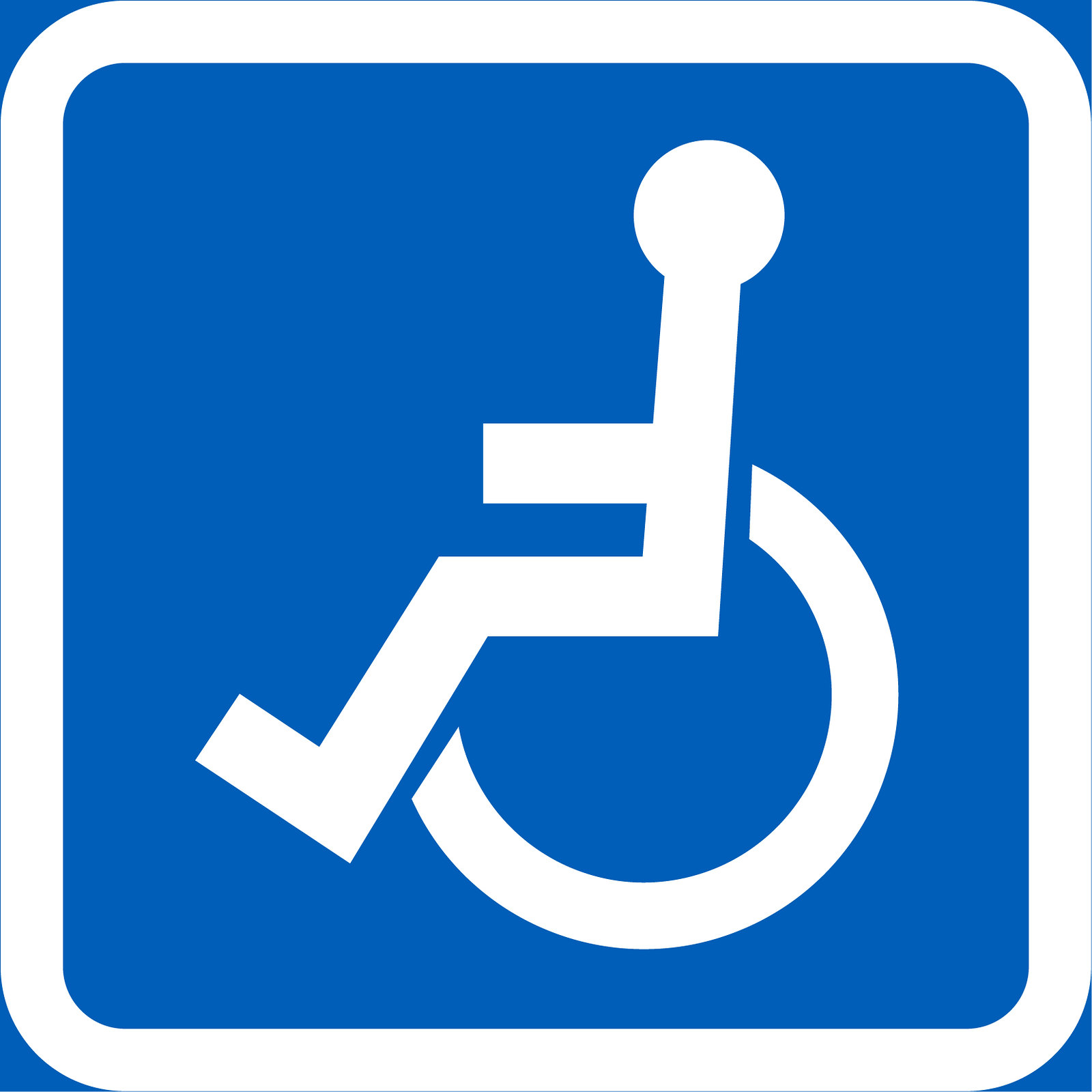
F53. Tillgänglig rutt
F56. Nödutgång
F57. Utrymningsväg

## Informationsmärken för serviceanläggningar

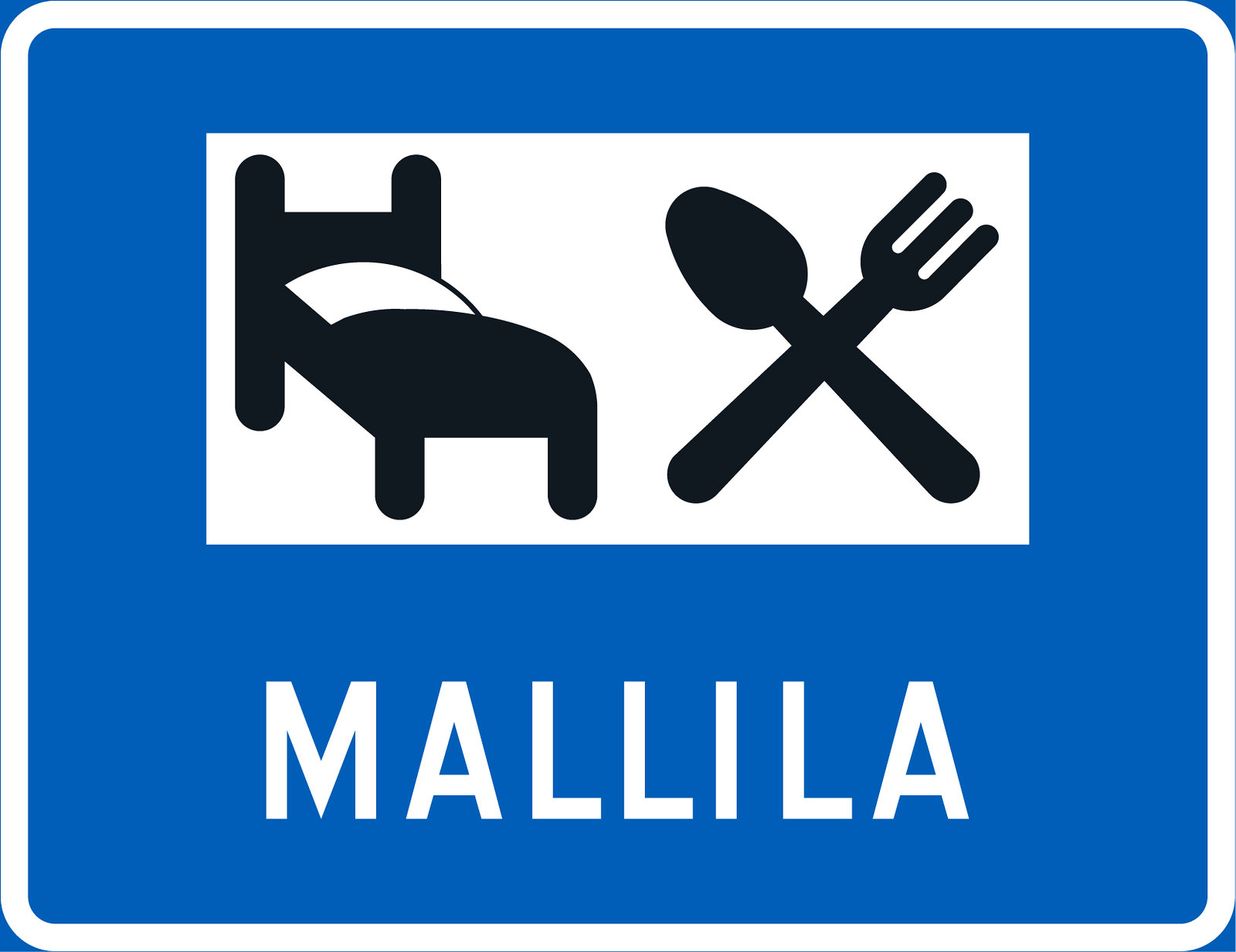
G1. Informationstavla för serviceanläggning ( fram till 2020)
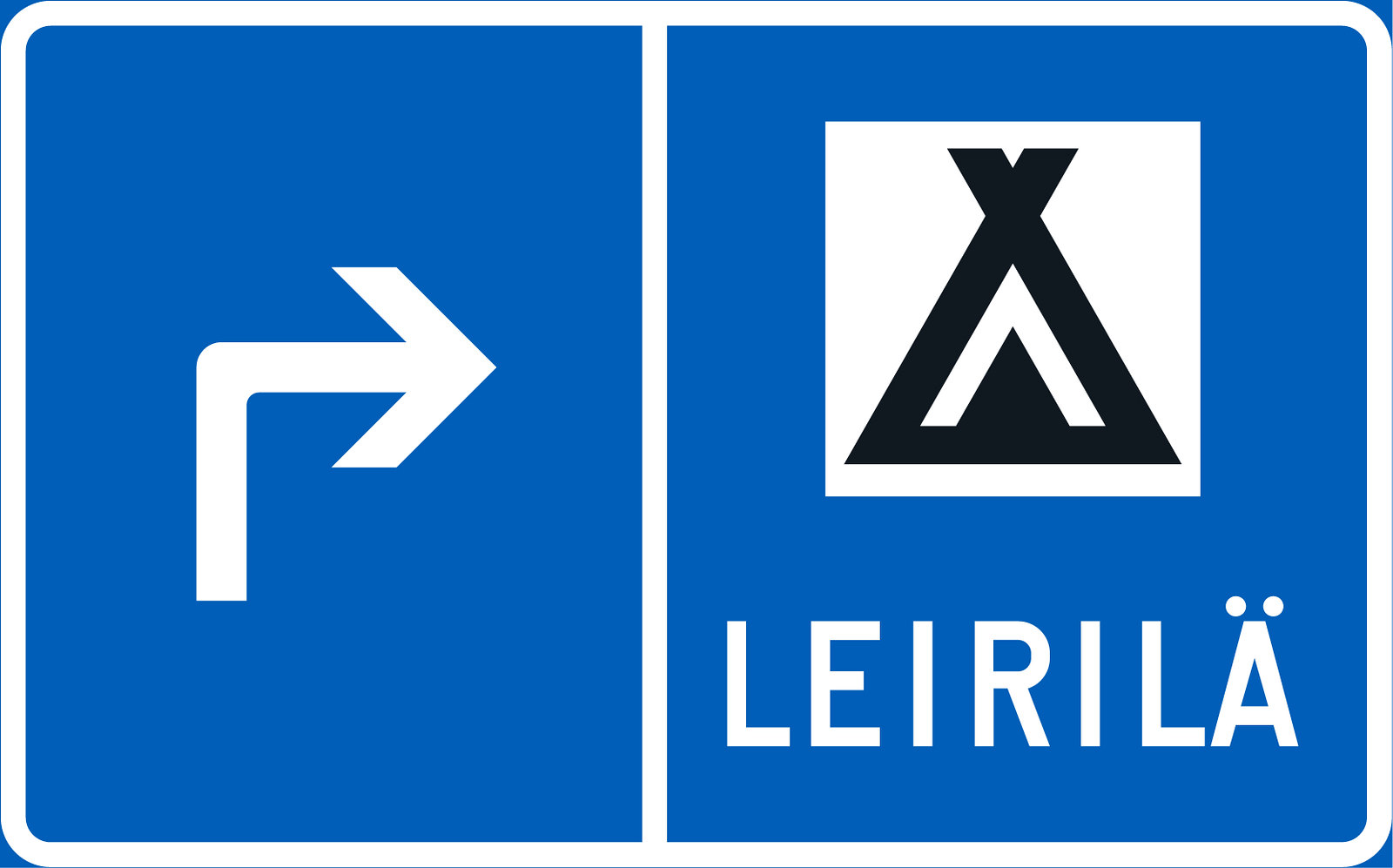
G2. Informationstavla för serviceanläggning ( fram till 2020)
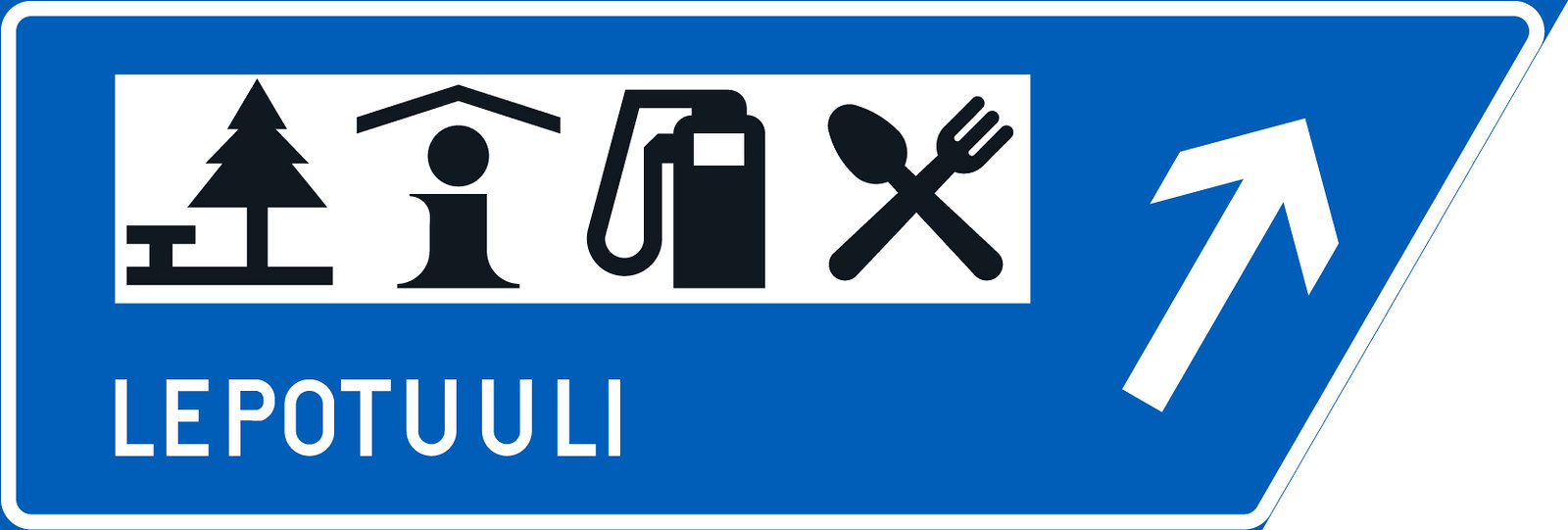
G3. Avfartsvisare för serviceanläggning ( fram till 2020)
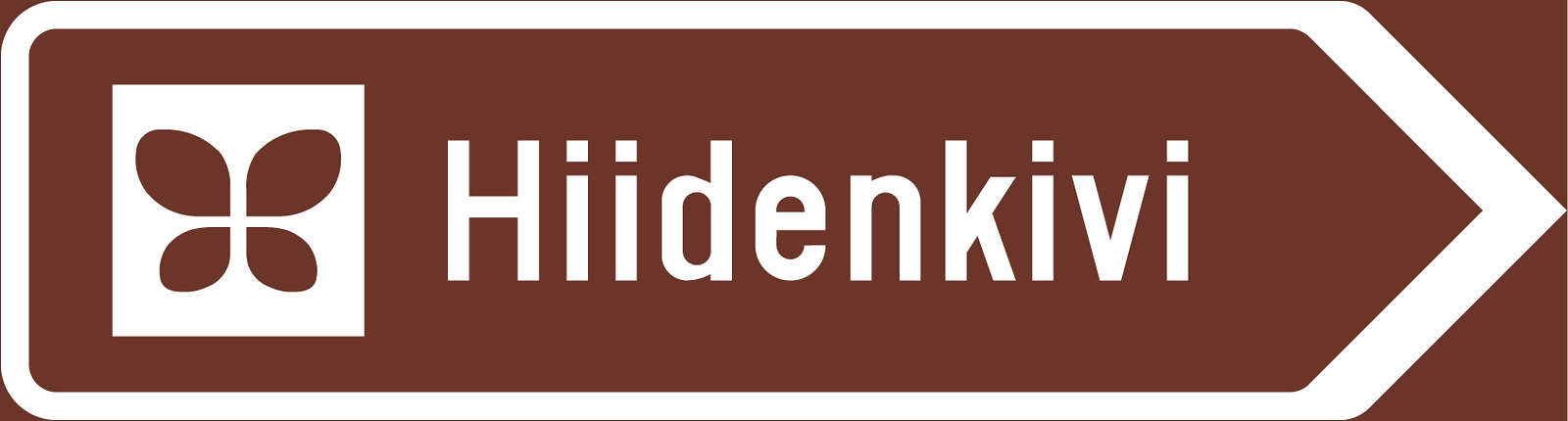
G4. Adressvägvisare till serviceanläggning ( fram till 2020)
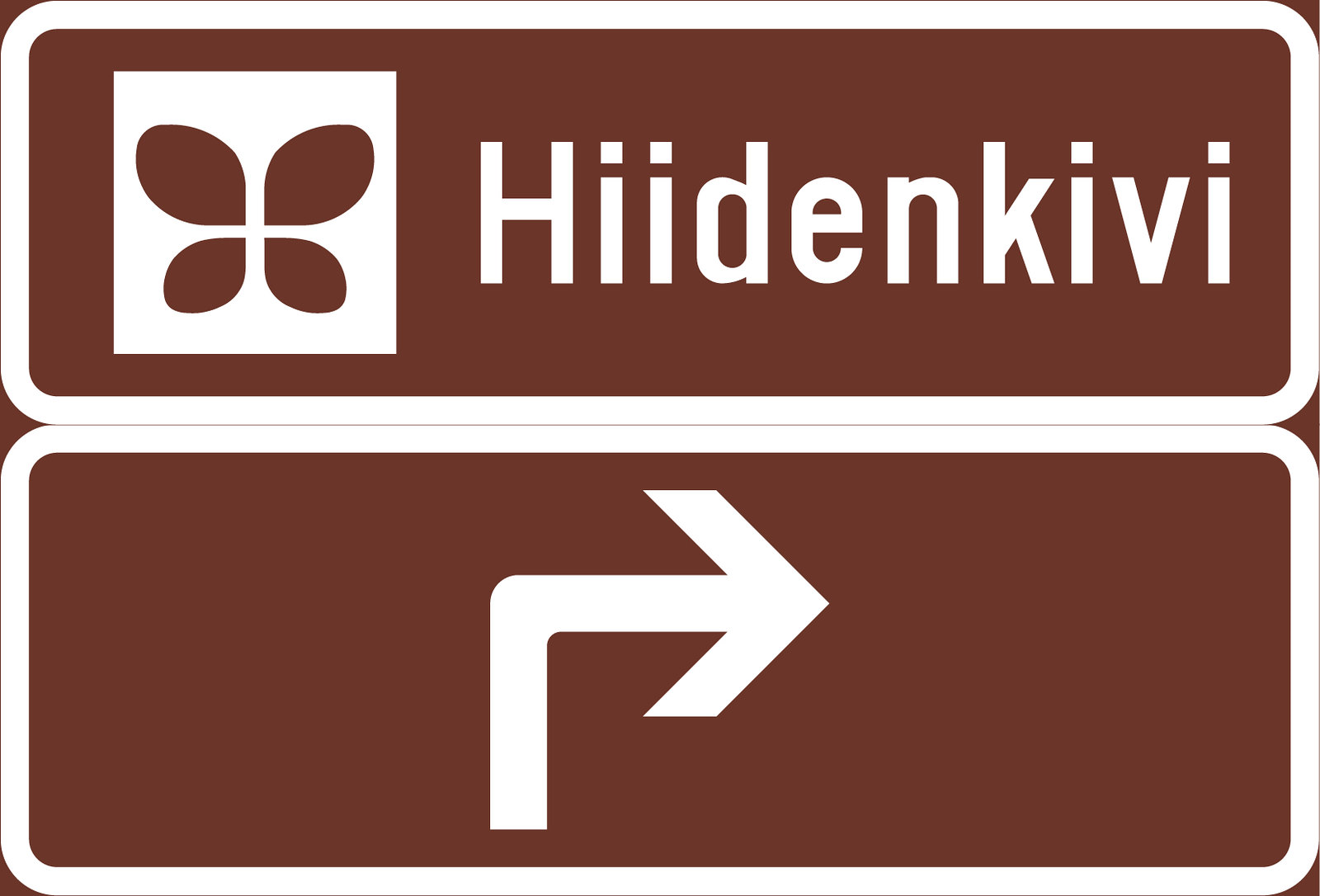
G5. Förhandsmärke för adressvägvisare till serviceanläggning ( fram till 2020)
G6. Frekvensen för en radiostation
G7. Informationsställe
G8. Informationsbyrå
G9. Första hjälpen
G10. Bilverkstad
G11.1. Bränsledistribution
G11.2. Bränsledistribution (naturgas)
G11.3. Laddningsstation för elbilar
G11.4. Bränsledistribution (väte)
G12. Hotell eller motell
G13. Matservering
G14. Kafé eller snabbmatställe
G15. Toalett
G16. Vandrarhem
G17. Campingplats
G18. Plats för husvagnar
G19. Rastplats
G20. Friluftsområde
G21. Nödtelefon
G22. Brandsläckare
G23. Museum eller historisk byggnad
G24. Världsarvsobjekt
G25. Naturobjekt
G26. Utsiktsplats
G27. Djurpark eller djurgård
G28. Annan sevärdhet
G29. Badplats
G30. Fiskeplats
G31. Skidlift
G32. Skidspår
G33. Golfbana
G34. Nöjes- eller temapark
G35. Stuginkvartering
G36. Rum och frukost
G37. Direktförsäljning
G38. Hantverkarverkstad
G39. Husdjursgård
G40. Ridplats
G41.1. Turistväg
G41.2. Turistväg

## Tilläggskyltar

H1. Objekt i korsande riktning ( fram till 2020)
H2.1. Objekt i pilens riktning ( fram till 2020)
H2.2. Objekt i pilens riktning ( fram till 2020)
H2.3. Objekt i pilens riktning
H3. Verkningsområdets längd ( fram till 2020)
H4. Avstånd till objekt
H5. Avstånd till märke för obligatoriskt stannande
H6. Fri bredd
H7. Fri höjd
H8. Ellednings höjd
H9.1. Verkningsområde i vardera riktningen ( fram till 2020)
H9.2. Verkningsområde i vardera riktningen ( fram till 2020)
H10. Verkningsområde i pilens riktning ( fram till 2020)
H11. Verkningsområde upphör ( fram till 2020)
H12.1. Personbil ( fram till 2020)
H12.2. Buss ( fram till 2020)
H12.3. Lastbil ( fram till 2020)
H12.4. Paketbil ( fram till 2020)
H12.5. Husvagn ( fram till 2020)
H12.6. Husbil
H12.7. Invalidfordon ( fram till 2020)
H12.8. Motorcykel ( fram till 2020)
H12.9. Moped ( fram till 2020)
H12.10. Cykel ( fram till 2020)
H12.11. Snöskoter
H12.12. Traktor
H12.13. Lågemissionsfordon
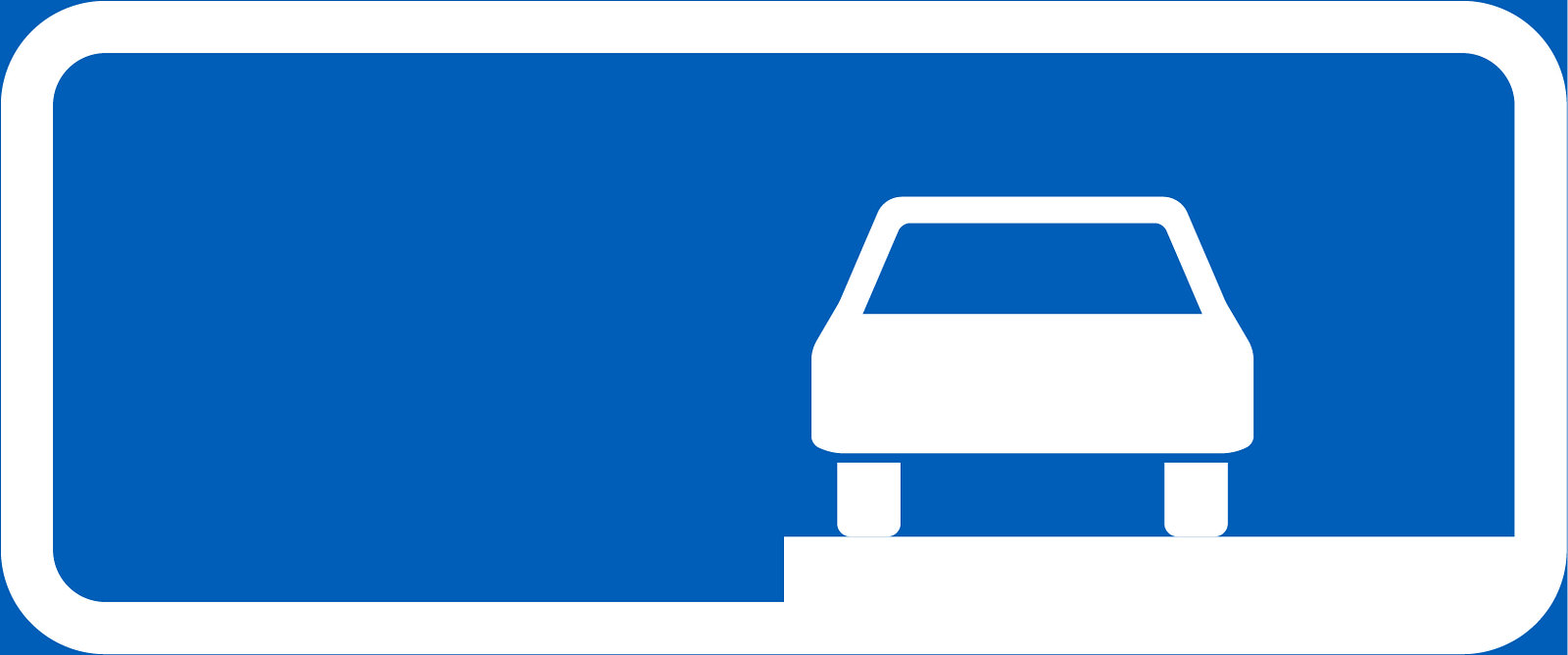
H13.1. Parkeringssätt ( fram till 2020)
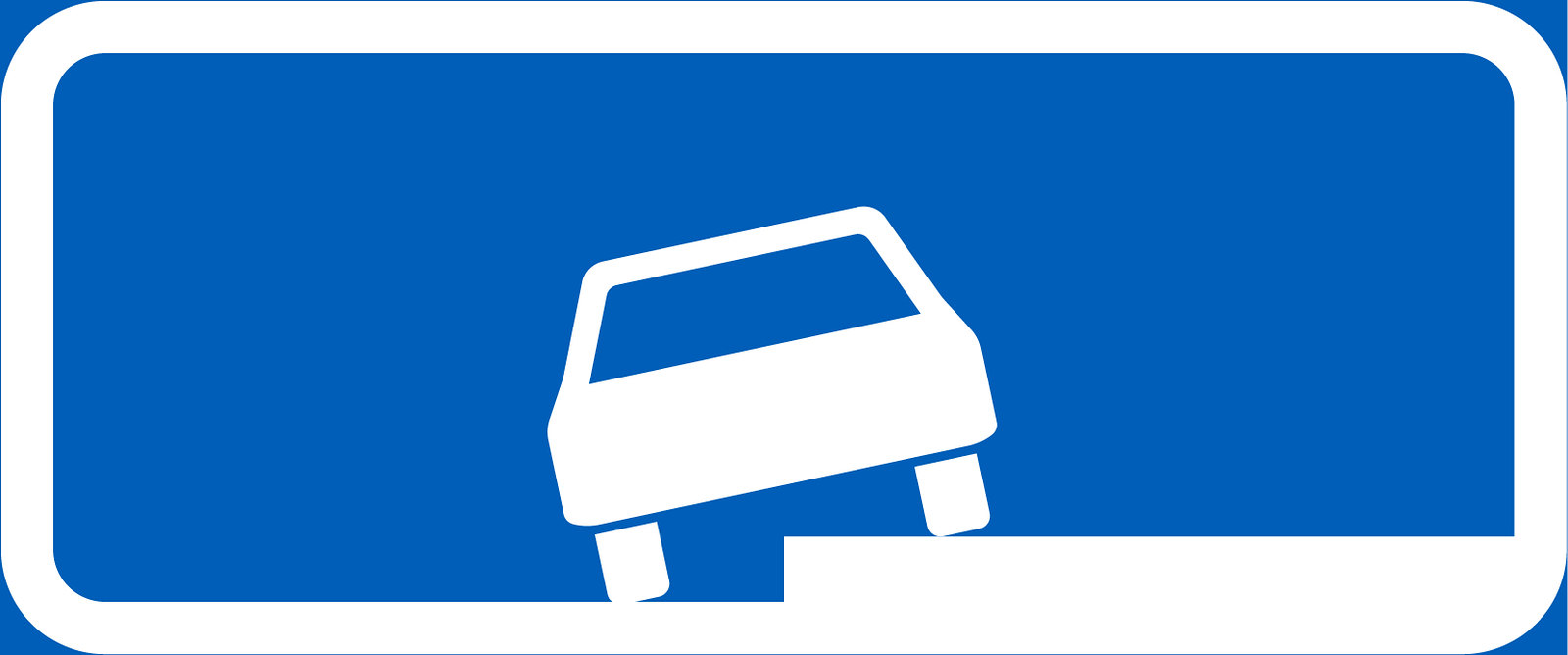
H13.2. Parkeringssätt ( fram till 2020)
H14. Förbjudet att transportera farliga ämnen i kategori A
H15. Förbjudet att transportera farliga ämnen i kategori B
H16. Tunnelklass
H17.1. Giltighetstid vardagar må-fre
H17.2. Giltighetstid på vardagslördagar
H17.3. Giltighetstid på söndagar och andra helgdagar
H18. Tidsbegränsning
H19.1. Skyldighet att visa när parkeringstiden börjar
H19.2. Skyldighet att visa när parkeringstiden börjar
H20. Parkering mot avgift
H22.1. Riktning för trafik med förkörsrätt
H22.2. Riktning för trafik med förkörsrätt
H23.1. Dubbelriktad cykelbana ( fram till 2020)
H23.2. Dubbelriktad cykelbana
H24. Tilläggskylt med text
H25. Tilläggskylt med text (servicekörning tillåten)
H26. Nödtelefon och brandsläckare

## Tidigare vägmärken

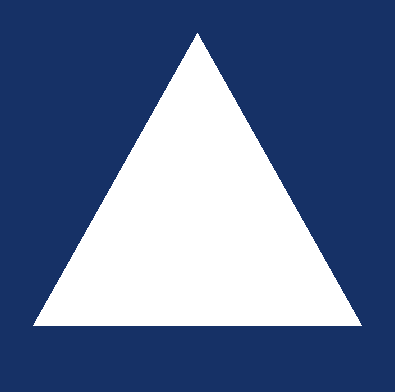
Allmän givaktsmärke (1937–1957)
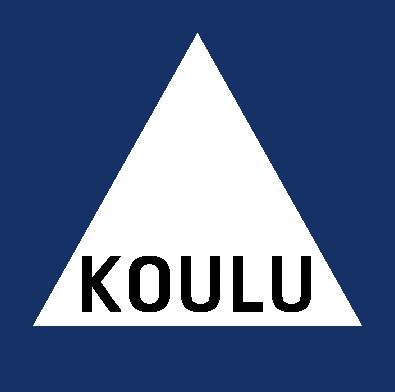
Skola (1937–1957)
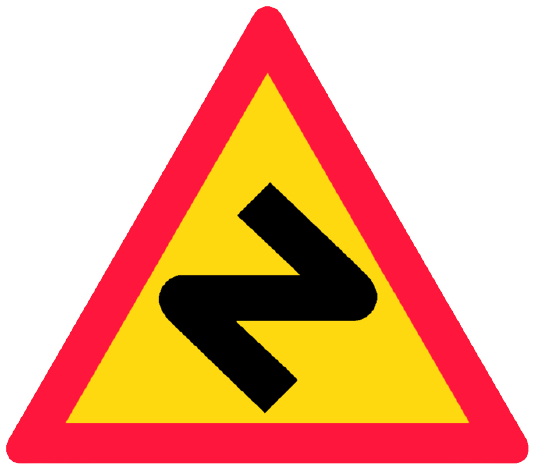
Vägkrök (1937–1974)
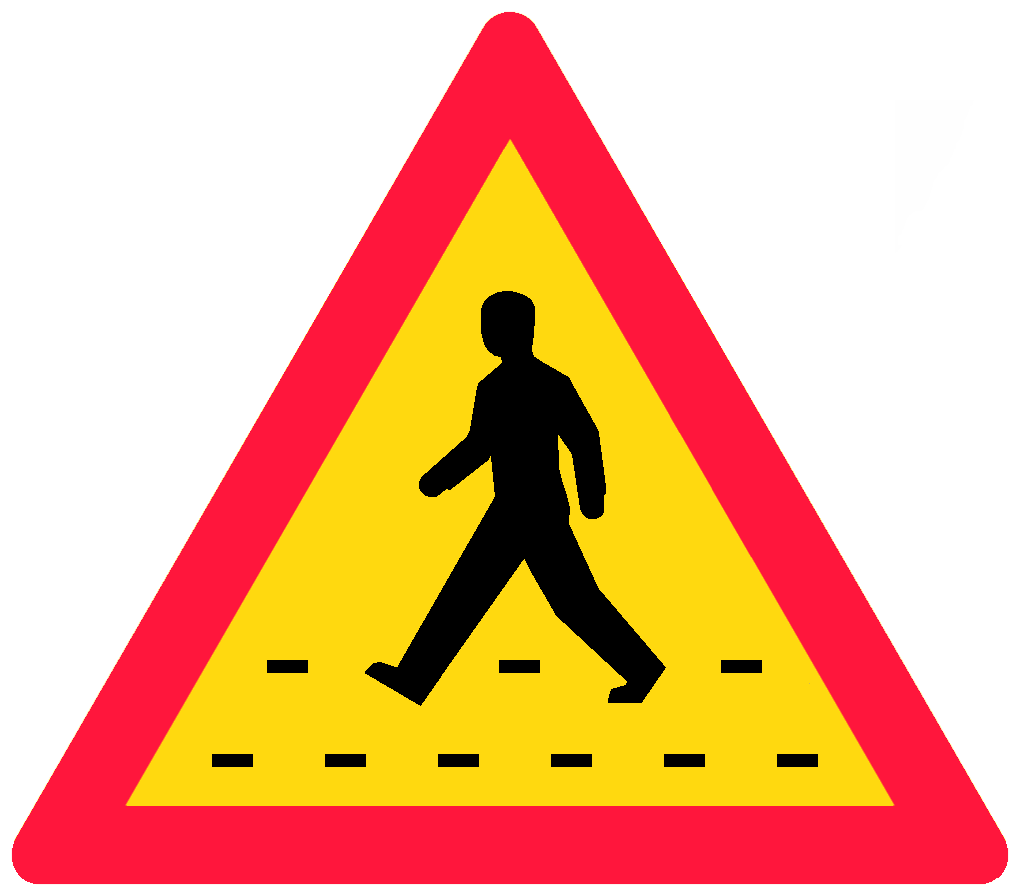
Förhandsvarning för övergångsställe (1969–1980-talet)
Barn (1957–1974)
Spårvagn (1957–1982)
Annan fara (1937–1994)
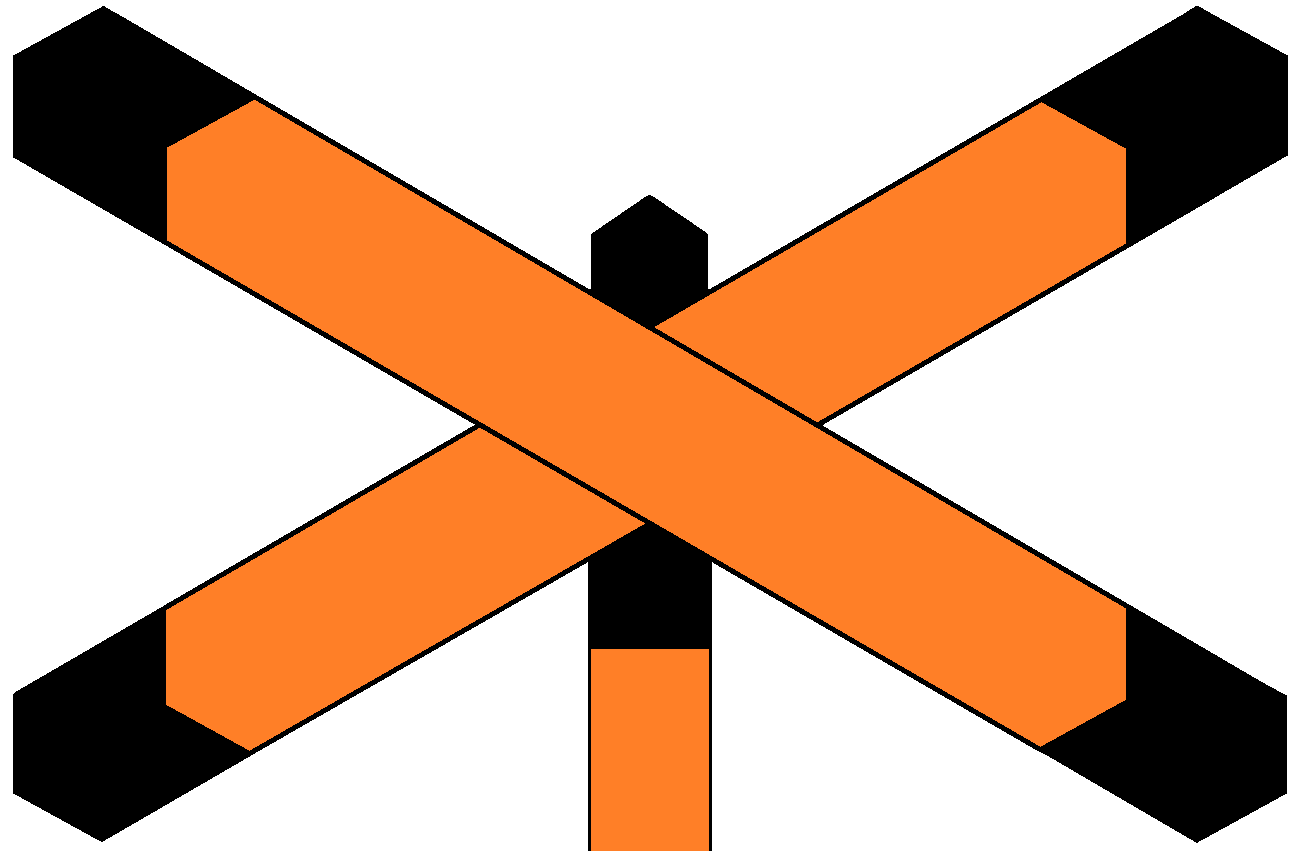
Plankorsning med enkelspårig järnväg (1932–1974)
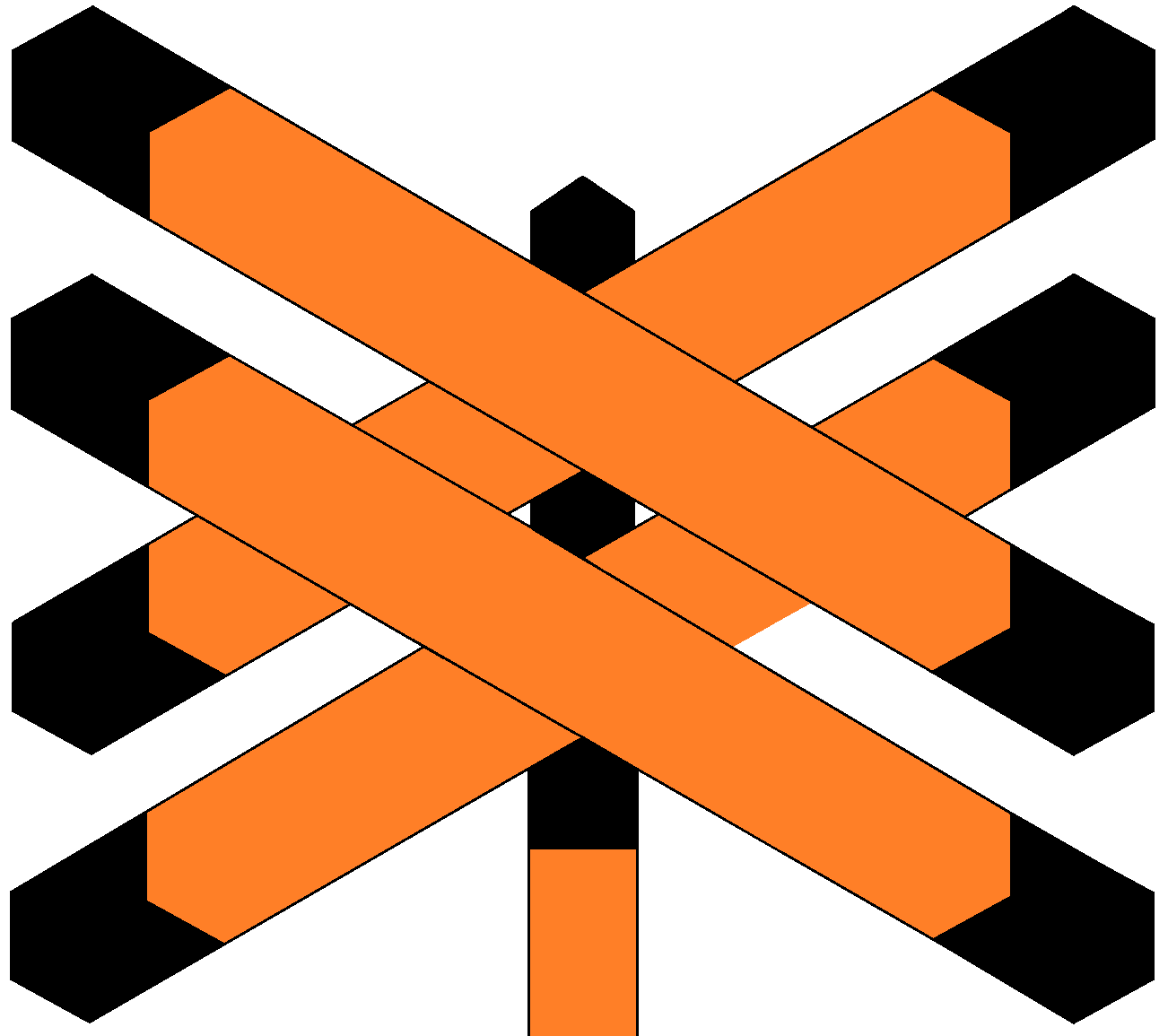
Plankorsning med två- eller flerspårig järnväg (1932–1974)
Väg med förkörsrätt (1939–1957)
Förkörsrätt upphör (1939–1957)
Väjningsplikt i korsning (1937–1994)
Obligatoriskt att stanna (1957–1971)
Fordonstrafik förbjuden (1937–1994)
Trafik med motordrivet fordon förbjuden (1937–1957)
Trafik med motordrivet fordon förbjuden (1957–1982)
Bilkörning förbjuden (1937–1957)
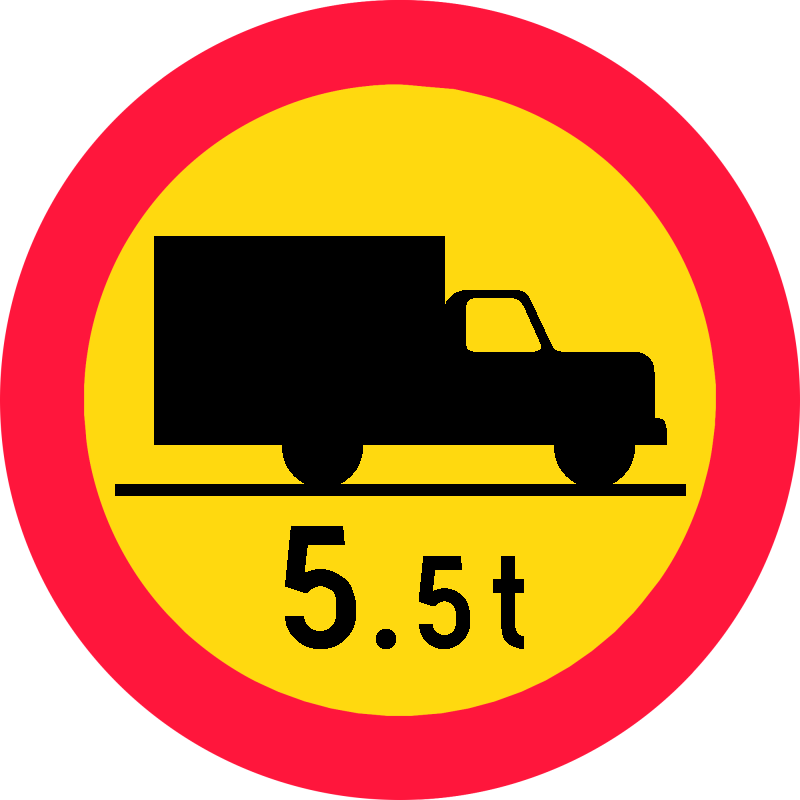
Trafik med lastbil förbjuden (1957–1982)
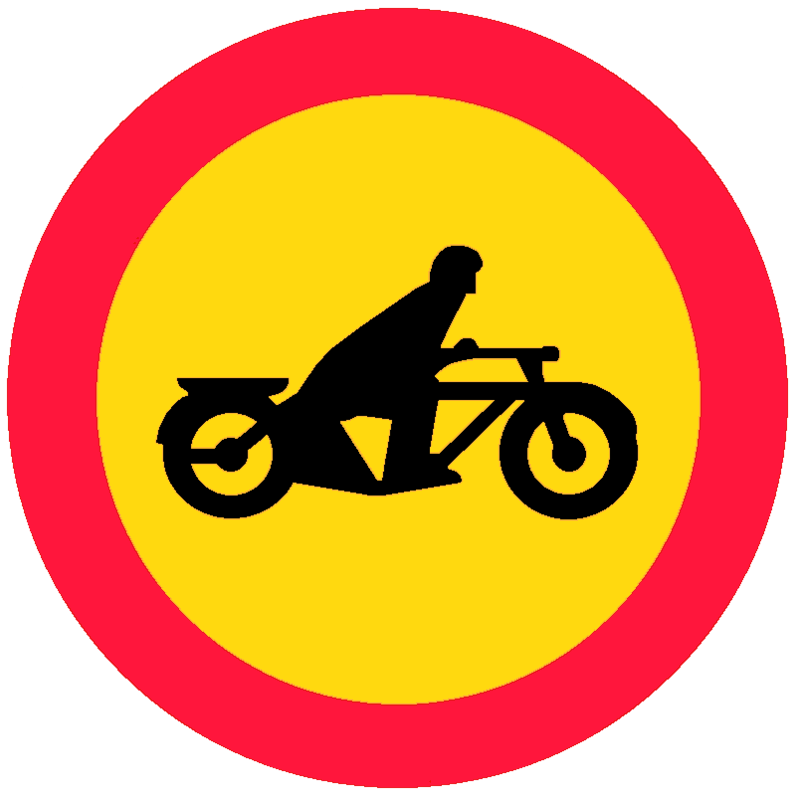
Körning med motorcykel förbjuden (1937–1982)
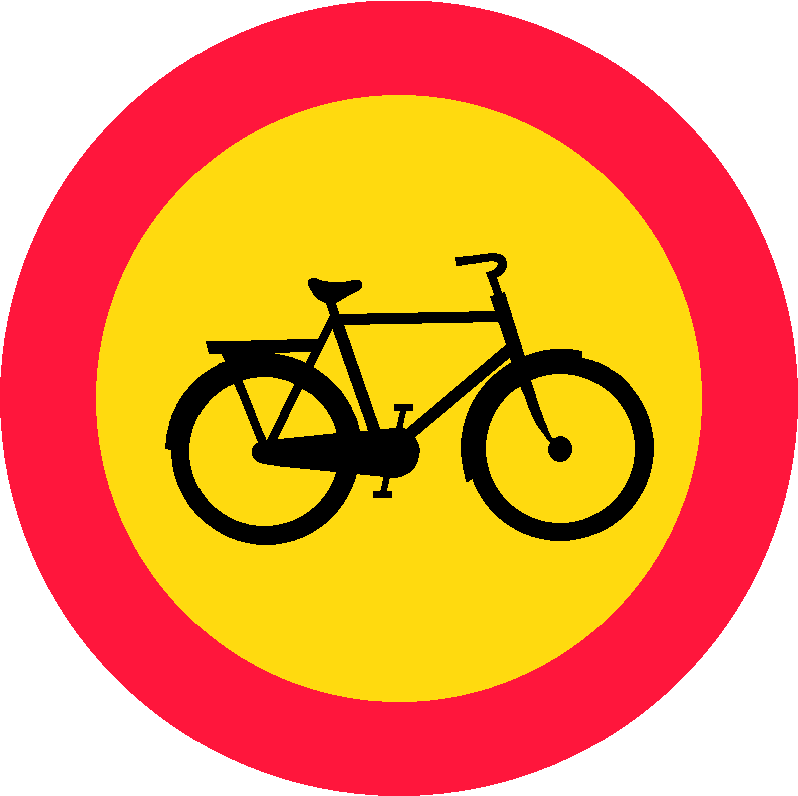
Cykelåkning förbjuden (1957–1982)
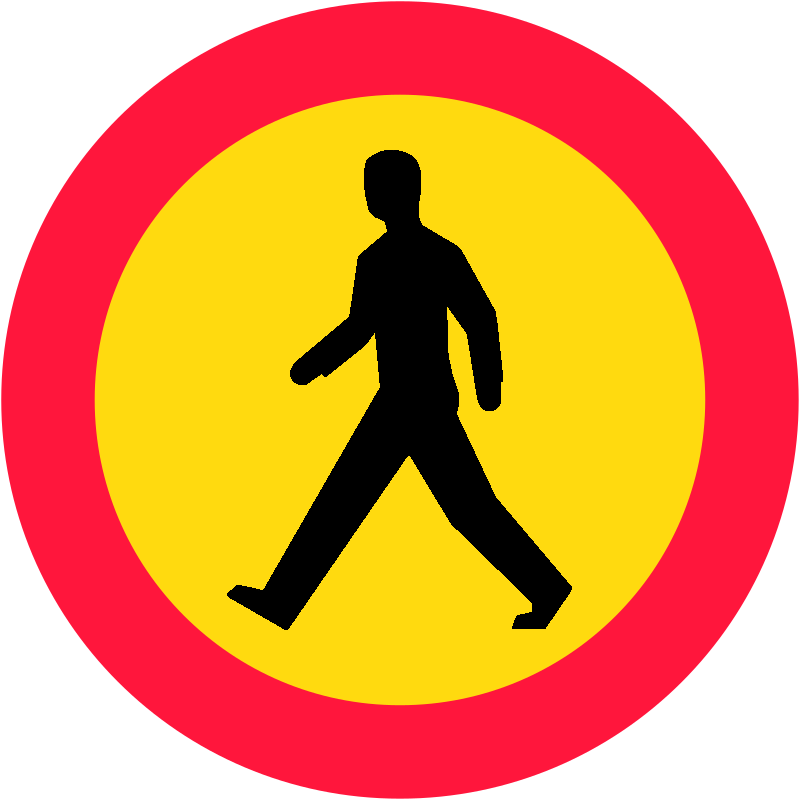
Gångtrafik förbjuden (1969–1982)
Förbjuden färdriktning (1937–1994)
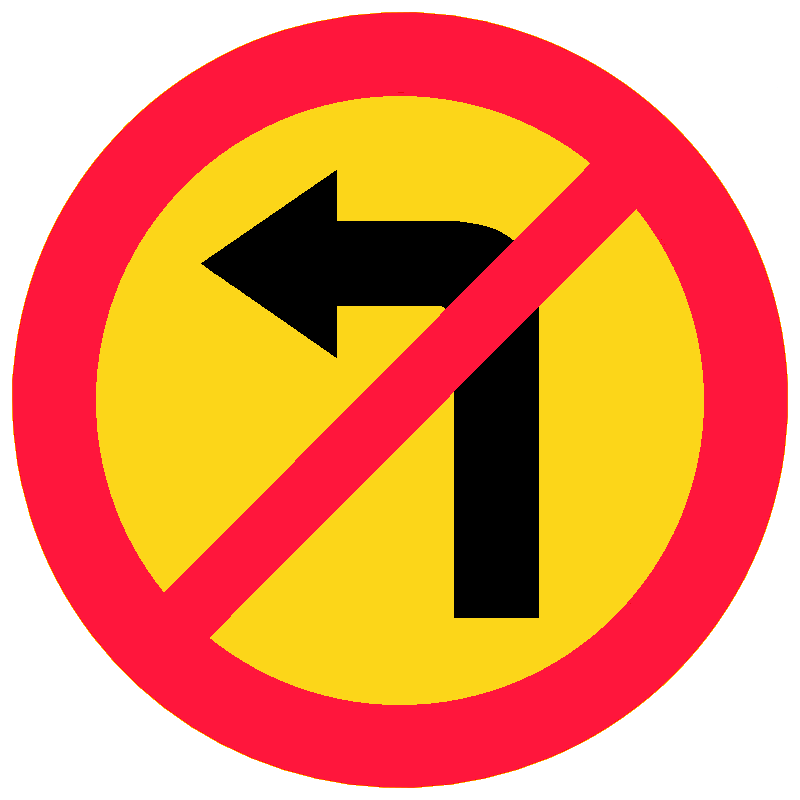
Förbjuden svängriktning (1957–1982)
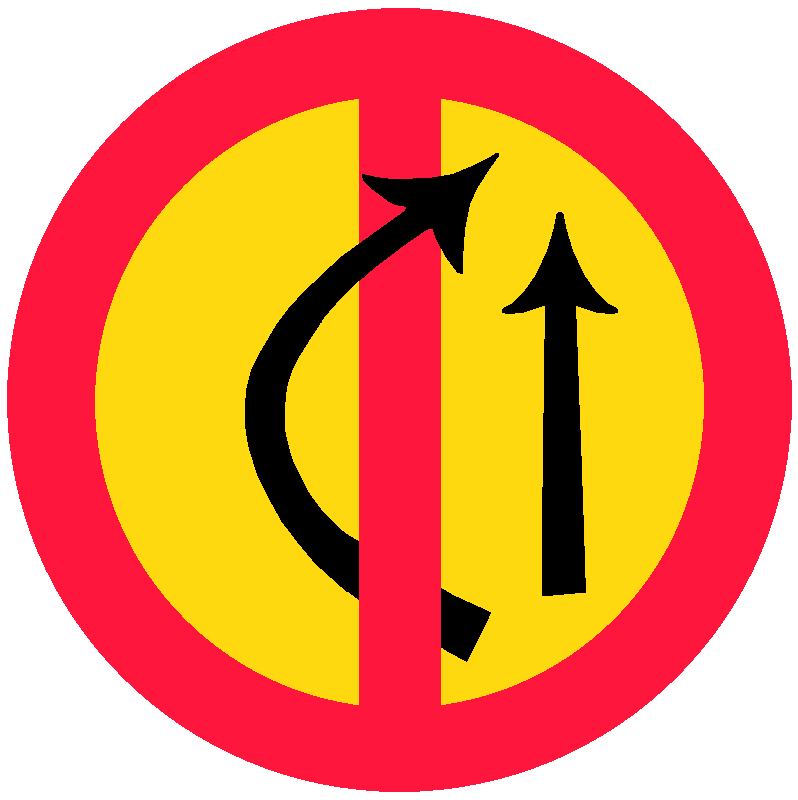
Omkörning förbjuden (1937–1957)
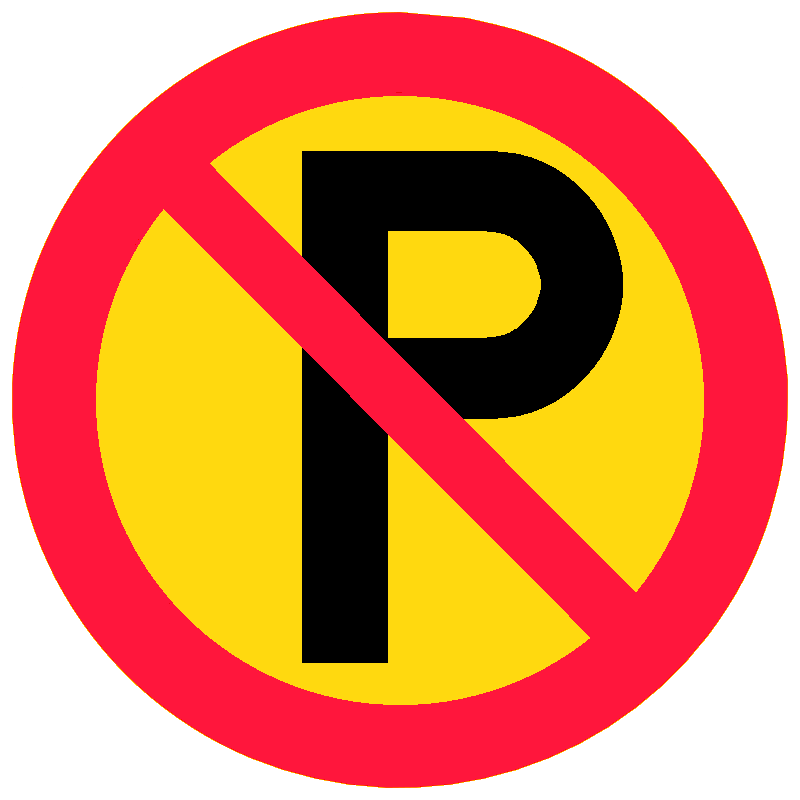
Parkering förbjuden (1937–1969)
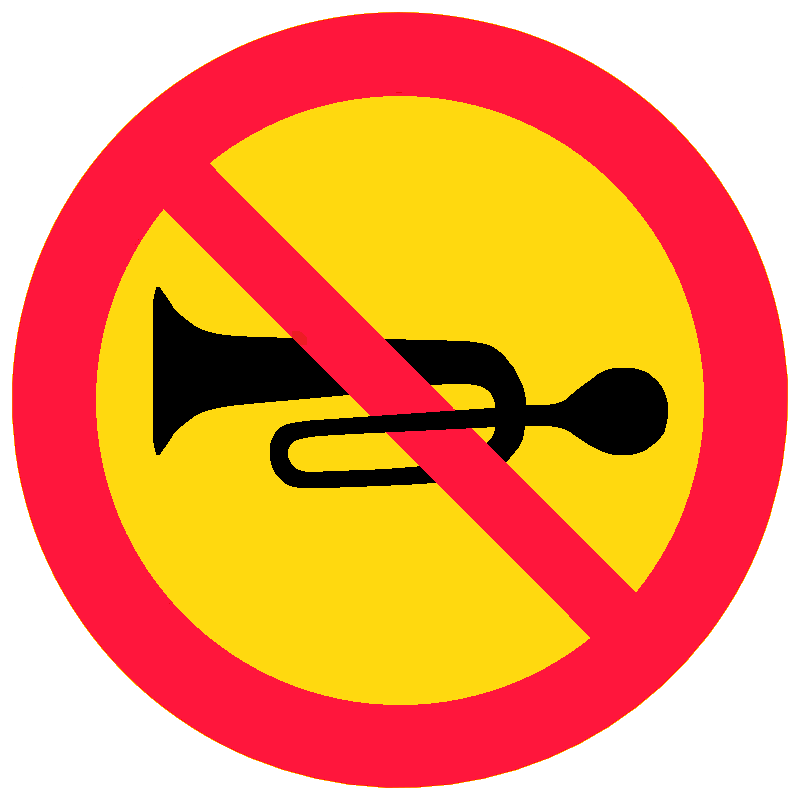
Förbjudet att avgiva ljudsignal (1937–1957)
Hastighetsbegränsning upphör (1957–1969)
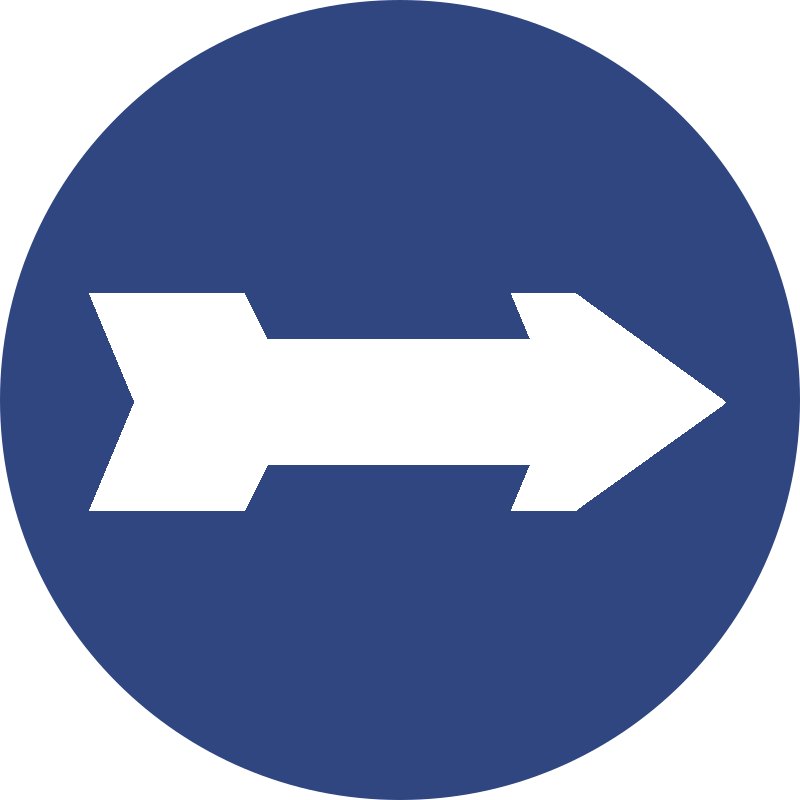
Påbjuden körriktning (1937–1957)
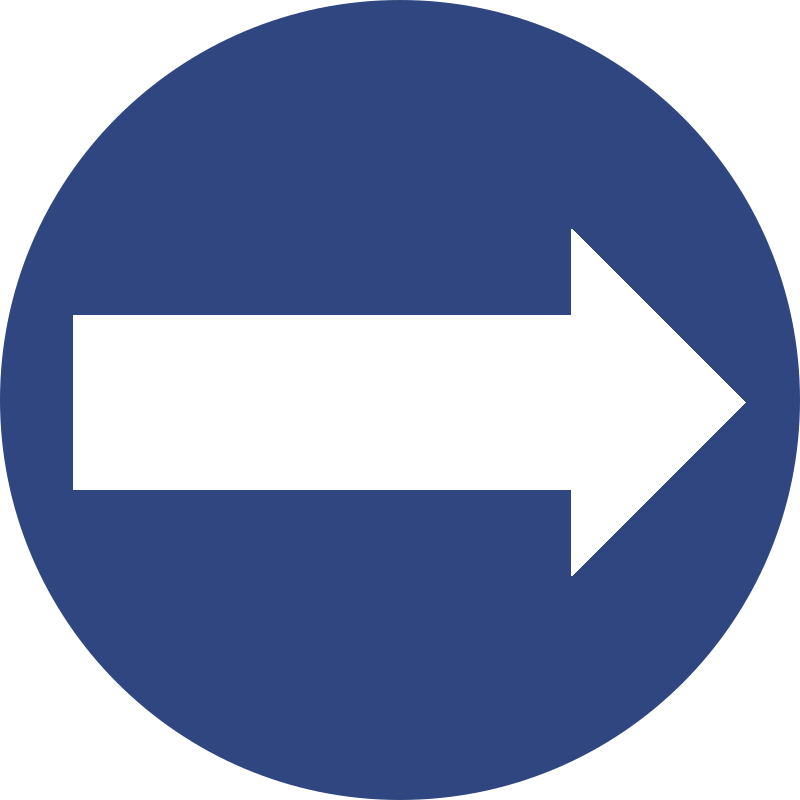
Påbjuden körriktning (1957–1974)
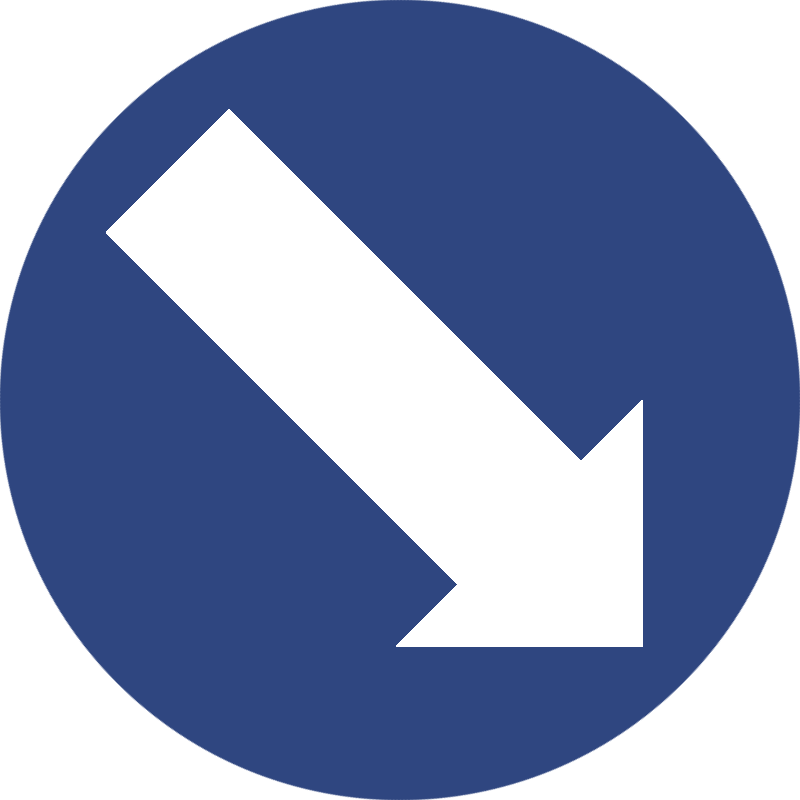
Trafikdelare (1957–1974)
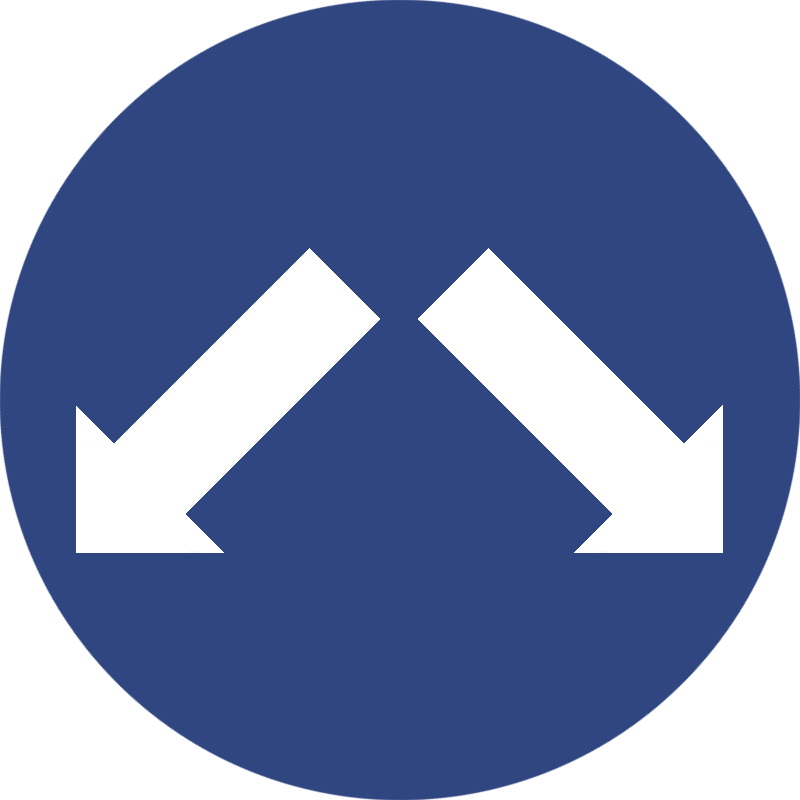
Trafikdelare (1957–1974)
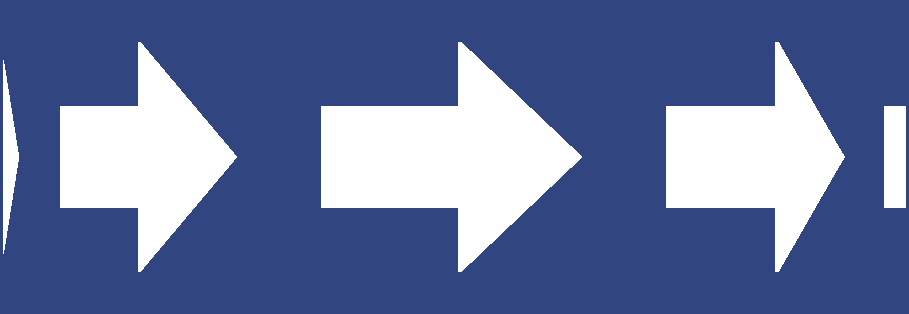
Påbjuden cirkulationsriktning (1957–1982)
Gångbana (1957–1974)
Cykelbana (1957–1974)
Övergångsställe (1957–1974)
Övergångsställe (1974–1985)
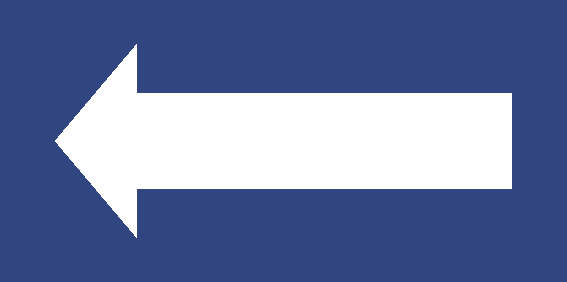
Enkelriktad väg (1957–1982)
Motorväg (1962–1982)
Motorväg upphör (1962–1982)
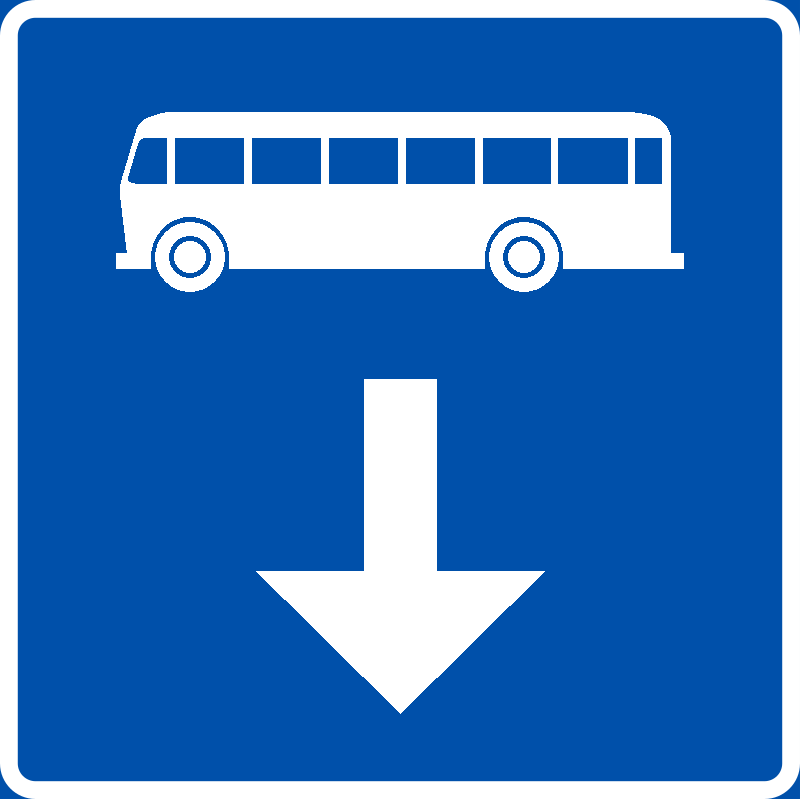
Busskörfält (1972–1994)
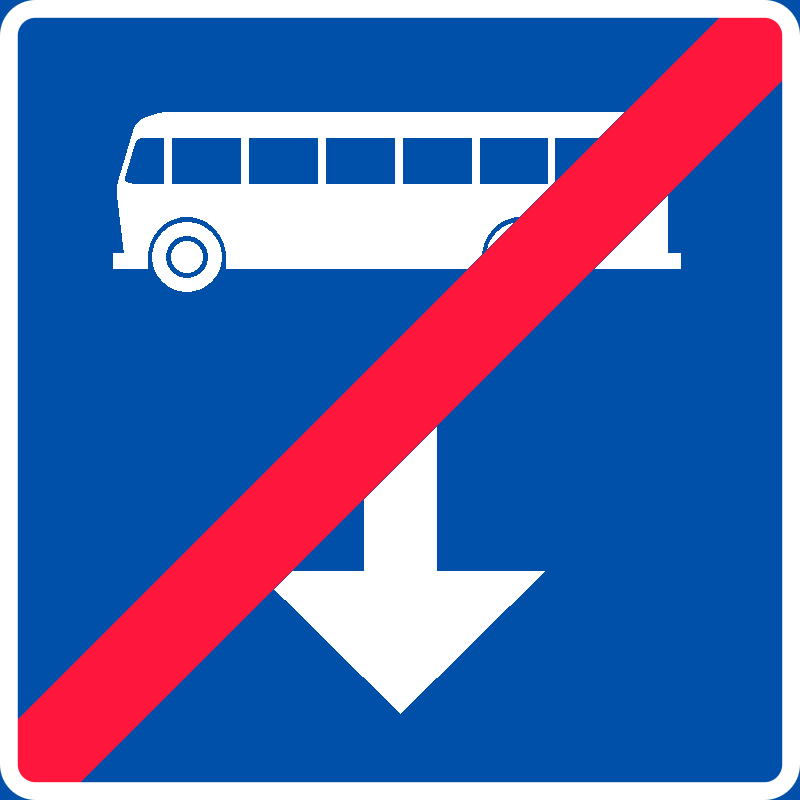
Busskörfält upphör (1972–1994)
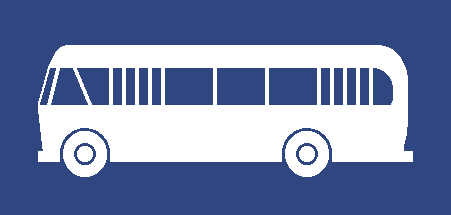
Busshållplats för fjärrtrafik (1957–1974)
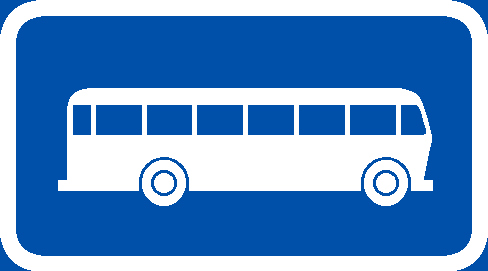
Busshållplats för fjärrtrafik (1974–1994)
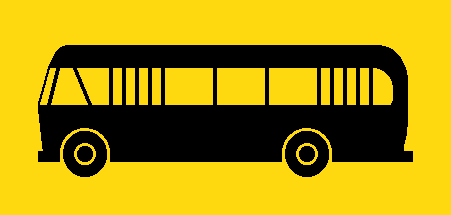
Busshållplats för närtrafik (1957–1974)
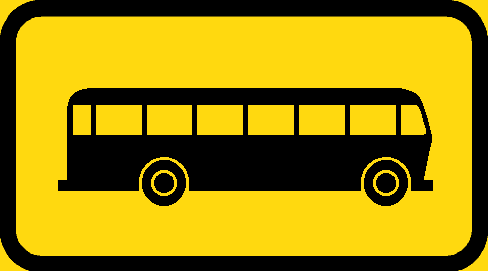
Busshållplats för närtrafik (1974–1994)
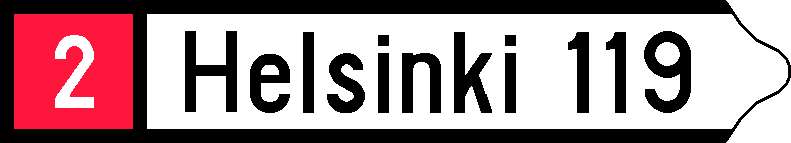
Vägvisare (1937–1960-talet)
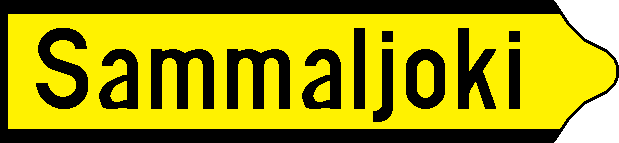
Vägvisare för byväg (1937–1960-talet)
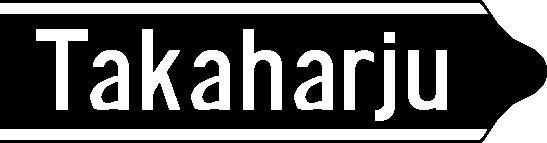
Vägvisare för privatväg (1937–1960-talet)
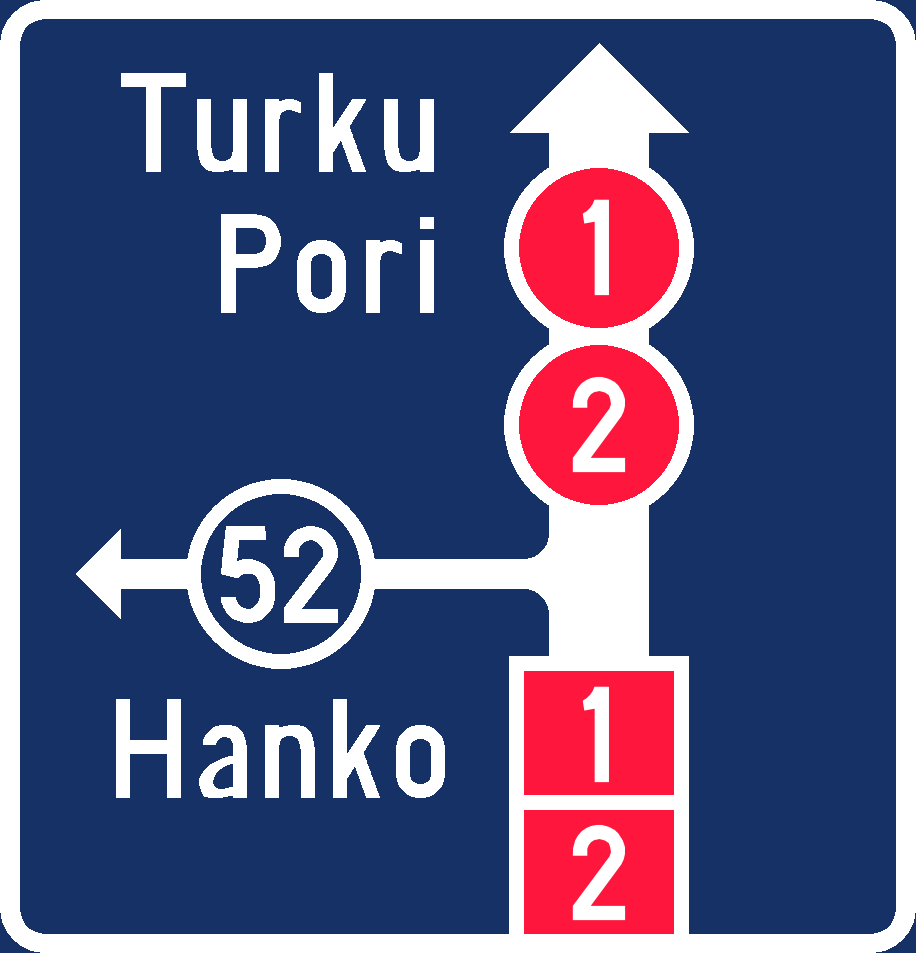
Orienteringstavla (1957–1960-talet)
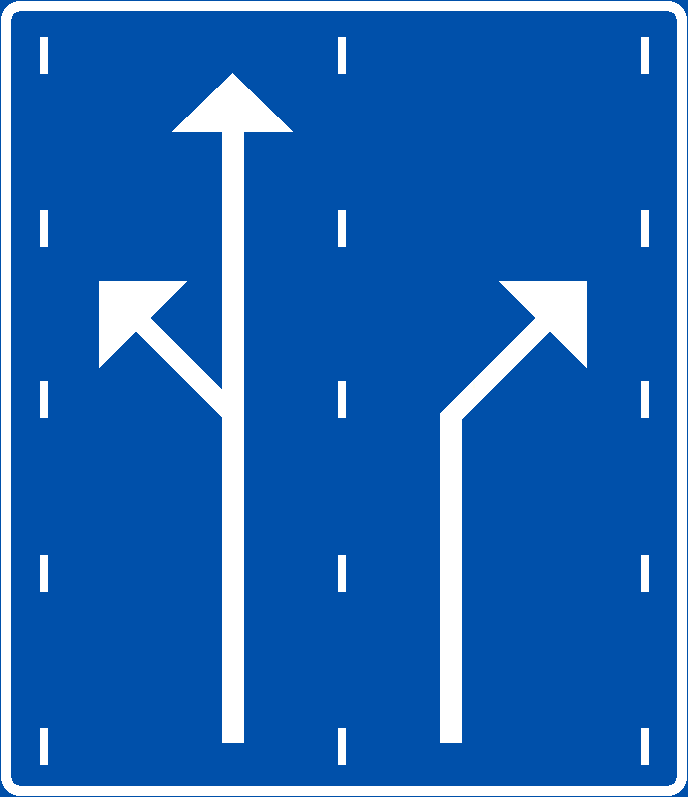
Körfältsinformation (1969–1982)
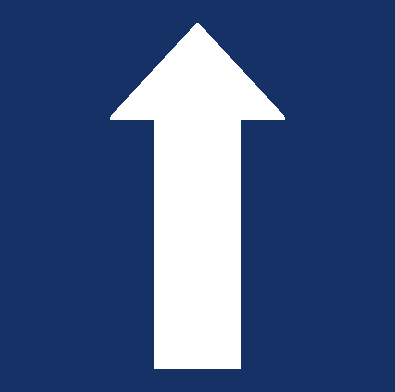
Gruppering på körfältet (1957–1982)
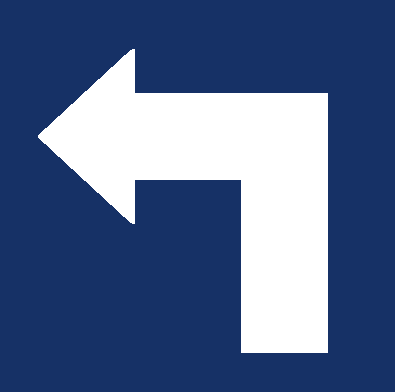
Gruppering på körfältet (1957–1982)
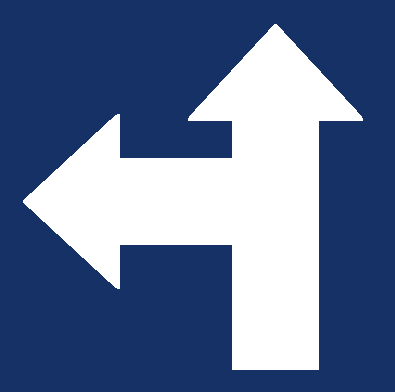
Gruppering på körfältet (1957–1982)
Telefon (1982–2007)
Sevärdhet (1969–2007)
Badplats (1969–2007)
Fiskeplats (1982–2007)
Skidlift (1982–2007)
Lantföretag (1994–2007)